# Pallacanestro Virtus Roma
La Pallacanestro Virtus Roma fu un club cestistico italiano di Roma.
Fondato nel 1960 come Pallacanestro Virtus Aurelia, nel 1972 prese il nome con cui divenne nota a seguito della fusione con la squadra di pallacanestro del Banco di Roma, da cui mutuò simbolo e sponsor per lungo tempo.
Vanta nel suo palmarès uno scudetto (1983), una Supercoppa italiana (2000), una Coppa dei Campioni (1984), una Coppa Intercontinentale (1984) e due Coppe Korać (1986 e 1992). 
Dopo il suo migliore periodo storico la squadra andò incontro ad alterne vicende societarie fino a che, a seguito della pandemia di COVID-19 del 2020, la proprietà decise il ritiro dal campionato e la messa in quiescenza del club, che da allora non ha mai più ripreso l'attività.
L'eredità storica del club è stata raccolta dalla Virtus Roma 1960, nato dall'acquisizione del titolo sportivo della Petriana, che tuttavia non è prosecutore della storia sportiva della vecchia squadra né ne ha assorbito il palmarès.

## Storia

### Le origini

#### La fondazione e i primi anni

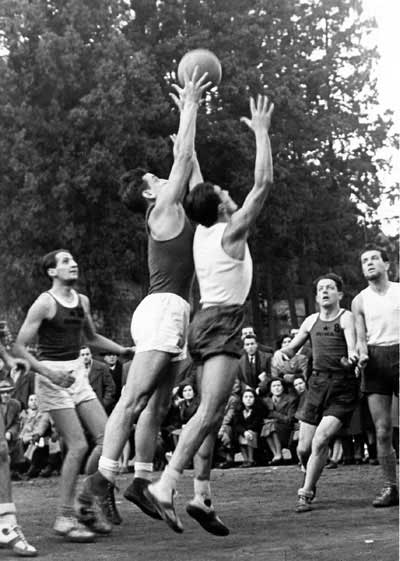
Cestisti della Ginnastica Roma

La Pallacanestro Virtus Roma venne fondata verso la fine degli anni 1950, in una palestra a poche centinaia di metri da piazza San Pietro, in seguito alla fusione di due squadre romane già militanti in Serie C, il San Saba e il Gruppo Borgo Cavalleggeri, prendendo inizialmente il nome di Virtus Aurelia. Al momento della fusione fu mantenuto come anno di fondazione quello del San Saba, il 1959, la cui richiesta di affiliazione alla FIP venne però ratificata solo nel febbraio del 1960, anno che da allora è convenzionalmente rimasto a indicare la data di fondazione dell'attuale società.
I fondatori della Virtus Aurelia furono Rino Saba, Paolo Ragnisco, Franco Pileri e Armando Polidori, eletto primo presidente. Poco tempo dopo la società assorbì la sezione pallacanestro della Società Ginnastica Roma (vincitrice di 4 scudetti tra il 1928 e il 1935). Gli anni immediatamente seguenti videro la formazione militare nelle categorie minori, allenandosi all'aperto sotto gli archi di Porta Cavalleggeri, dovendo però fronteggiare delle difficoltà economiche che ne limitarono l'ascesa.
La situazione cambiò agli inizi degli anni 1970: nel 1972 iniziarono i contatti tra il presidente Polidori e l'avvocato Giovanni Guidi, quest'ultimo a capo di un gruppo di funzionari del Banco di Roma, sponsor della formazione del dopolavoro che in quella stagione prese parte al campionato di Promozione e sfiorò l'accesso alla Serie D. I dirigenti bancari, ambiziosi e in cerca di maggiore visibilità, puntarono poi all'acquisizione diretta della Virtus, che all'epoca ancora arrancava in Serie C.

#### La fusione col Banco di Roma
Nonostante alcune resistenze da parte di un gruppo di soci della Virtus contrari alla formazione della nuova realtà societaria, l'accordo tra il Banco di Roma e Armando Polidori per la fusione delle due società si concretizzò definitivamente il 31 agosto 1972 all'interno della sede legale della Virtus in via Piave; nacque così la Pallacanestro Virtus Banco di Roma, iscritta in occasione della stagione 1972-73 al girone Sud del campionato di Serie C.
La carica di presidente fu affidata a Biagio Del Vecchio. Come allenatore venne scelto Anacleto Vanghetti, già coach della squadra della banca in Promozione, ma 15 giorni prima dell'inizio della stagione l'allenatore diede le dimissioni in circostanze mai del tutto chiarite. L'incarico venne quindi affidato a Maurizio Polidori, figlio dell'ex presidente Armando (nel frattempo uscito dalla società e divenuto presidente della Fortitudo Roma). La nuova proprietà trasferì la squadra nella sede del centro sportivo di Settebagni, sulla via Salaria.
Al termine del primo campionato in Serie C, nel 1973, le sconfitte ottenute negli spareggi per la promozione impedirono l'immediato salto di categoria, non ottenuto neanche l'anno successivo. Al termine della stagione 1973-74, conclusasi anch'essa con delle battute d'arresto negli spareggi contro Ronconi e Palestrina, la promozione arrivò lo stesso grazie alla ristrutturazione dei campionati ordinata dalla Federazione, che permise alla Virtus Banco di Roma di ottenere l'ammissione alla Serie B.

#### L'arrivo in Serie A
Nel suo primo anno in Serie B la Virtus fece fatica, evitando la retrocessione solo nella fase di repechage, e anche nelle due stagioni successive non riuscì a entrare nella poule promozione. I dirigenti bancari decisero così di puntare più in alto: per il campionato 1976-77 venne ingaggiato come nuovo allenatore l'esperto Nello Paratore (già commissario tecnico della Nazionale alle Olimpiadi di Roma 1960). Sotto la sua guida tecnica, la squadra raggiunse una nuova salvezza e si presentò poi al via della stagione 1977-78 con maggiori ambizioni, anche grazie al lavoro svolto dal settore giovanile, che portò in prima squadra 5 elementi cresciuti nel vivaio del Banco di Roma.
Il cammino in campionato fu convincente, e ottenendo la vittoria all'ultima giornata sul campo di Brindisi la Virtus chiuse al primo posto in classifica a pari punti con la Juve Caserta, raggiungendo finalmente la promozione in Serie A2. Una volta risolti dei problemi di natura logistica, con i necessari lavori di aumento della capienza della palestra di Settebagni, un ulteriore salto di categoria fu sfiorato già al primo anno in A2, durante il quale la Virtus raggiunse un piazzamento valido per gli spareggi promozione, vincendo contro la Pallalcesto Amatori Udine e la Nuova Pallacanestro Gorizia ma venendo battuta dal Basket Brescia.
La stagione successiva si rivelò decisiva. La formazione romana, sempre allenata da Paratore e trasferitasi a disputare le proprie gare interne al Palazzetto dello sport di viale Tiziano, si rese protagonista di un eccellente girone di ritorno, ed espugnando all'ultima giornata il parquet di Rimini concluse il campionato 1979-80 al primo posto - a pari merito con altre 3 formazioni - a quota 36 punti, conquistando la promozione in serie A1. Questa la rosa della Virtus promossa in Serie A1: Massimo Bini, Roberto Castellano, Claudio Cornolò, Mike Davis, Phil Hicks, Graziano Malachin, Luigi Santoro, Marco Spizzichini, Maurizio Tomassi e Giampiero Torda.
Le contemporanee retrocessioni dalla Serie A1 alla A2 della Stella Azzurra e della Lazio permisero al Banco di Roma di restare l'unica rappresentante della capitale nella massima categoria della pallacanestro professionistica italiana.

### Gli anni 1980

#### La conquista dello scudetto

La Pallacanestro Virtus Roma 1982-1983, campione d'Italia

L'approccio con la Serie A1 fu difficile, caratterizzato da un paio di annate interlocutorie: nella prima stagione nella massima serie la Virtus sfiorò comunque i play-off, mancandoli in seguito a una sconfitta per un punto contro la Fortitudo Bologna all'ultima giornata e classificandosi decima; l'anno successivo arrivò soltanto un deludente dodicesimo posto.
Nella stagione 1982-83 arrivò improvvisa la consacrazione. Per la panchina venne ingaggiato Valerio Bianchini (coach campione d'Italia con Cantù nel 1981), e l'arrivo del fuoriclasse americano Larry Wright nel ruolo di playmaker permise di completare un gruppo di elementi estremamente solido, con l'ossatura della squadra largamente composta da giocatori romani (Polesello, Gilardi, Sbarra, Castellano, Scarnati).
La Virtus terminò così la regular season in testa alla classifica con 44 punti.
Nei successivi play-off superò ai quarti Gorizia in due partite, e in semifinale 2 a 1 Cantù campione d'Europa in carica.
Battendo poi in finale l'Olimpia Milano di Dino Meneghin e Mike D'Antoni in tre gare molto intense, la formazione romana si laureò campione d'Italia.
La gara decisiva vide la Virtus vittoriosa col punteggio di 97-83, il 19 aprile 1983 al Palazzo dello Sport di Roma, davanti a 14 348 spettatori paganti, record assoluto e imbattuto nella storia della pallacanestro italiana.

#### La Virtus campione d'Europa

La Pallacanestro Virtus Roma 1983-1984, campione d'Europa

Nella stagione seguente la formazione capitolina partecipò alla Coppa dei Campioni. Il cammino nella massima competizione europea fu subito molto convincente, e dopo i primi agevoli turni arrivarono per la Virtus alcune prestigiose vittorie contro squadre titolate come il Maccabi Tel Aviv, il Bosna Sarajevo e la Pallacanestro Cantù. La squadra di Bianchini e Wright raggiunse così la finale contro il Barcellona di Juan Antonio San Epifanio.
La sera del 29 marzo 1984, al Patinoire di Ginevra, la partita fu emozionante e combattuta: sotto di dieci punti alla fine del primo tempo, nella ripresa la squadra capitolina trascinata dal solito Wright rimontò e superò gli avversari: battendo gli spagnoli col punteggio di 79-73, la Virtus si laureò campione d'Europa. Il capitano Fulvio Polesello poté alzare la coppa in mezzo a migliaia di tifosi romani festanti.
La vittoria ottenuta nella Coppa dei Campioni permise di oscurare una stagione italiana decisamente sottotono, in cui la Virtus concluse la regular season in nona posizione, esclusa dai play-off e dalla possibilità di difendere il titolo conquistato l'anno precedente.

#### Il ciclo continua

La Pallacanestro Virtus Roma 1984-1985, campione del mondo

Nella stagione 1984-85, dopo una serie di partite disputatesi a San Paolo in Brasile, la squadra conquistò anche la Coppa Intercontinentale, precedendo tra gli altri nella classifica finale gli argentini dell'Obras Sanitarias. In campionato, dopo aver concluso per la seconda (e finora ultima) volta la regular season al primo posto in classifica, venne eliminata prematuramente nei quarti di finale dei play-off dalla Scavolini Pesaro perdendo due volte al PalaEUR, abbandonando così il sogno del secondo scudetto. Anche in Europa la corsa non finì bene, con l'uscita al primo turno. Nel girone, vi era il Cibona Zagabria di Aza e Dražen Petrović, che avrebbe poi vinto a fine stagione il titolo.
Quella fu, per il momento, l'ultima stagione di Bianchini sulla panchina della Virtus, sostituito da Mario De Sisti. Ma anche dopo il cambio di allenatore, nel 1986 il palmares della società romana si arricchì con la vittoria della Coppa Korać, conquistata dopo una doppia finale tutta italiana contro la Juve Caserta del campione brasiliano Oscar Schmidt: vincendo sia la gara di andata che quella di ritorno al PalaEUR, la Virtus conquistò un altro trofeo, chiudendo un ciclo incredibile in campo nazionale e internazionale.
La formazione della Virtus vincitrice della Coppa Korać: Claudio Brunetti, Bruce Flowers, Enrico Gilardi, Franco Picozzi, Fulvio Polesello, Leo Rautins, Franco Rossi, Stefano Sbarra, Marco Solfrini e Fabrizio Valente.

#### Anni di transizione

Petar Skansi

Nonostante acquisti prestigiosi, su tutti quello della stella americana George Gervin (quattro volte capocannoniere della NBA), alla fine degli anni 1980 i risultati non furono più altrettanto brillanti: la squadra concluse spesso il campionato a centro classifica, e i numerosi avvicendamenti nel ruolo di allenatore non aiutarono la Virtus a tornare nelle prime posizioni del campionato. Nel 1988 arrivò anche la definitiva conclusione della partnership con il Banco di Roma, abbinamento durato quasi un ventennio.
Il campionato 1988-89, il primo senza lo storico sponsor, si rivelò un difficile anno di transizione per una Virtus decisamente ridimensionata. A stagione in corso, la deficitaria situazione in classifica portò all'esonero di Giancarlo Primo, sostituito in panchina dal primo coach straniero della storia virtussina, il croato Petar Skansi. La squadra romana riuscì a evitare una clamorosa retrocessione in Serie A2 soltanto all'ultima giornata dei play-out, ottenendo la salvezza grazie a una drammatica vittoria casalinga per 82-78 contro la Glaxo Verona, dopo essere stata in netto svantaggio per lunghi tratti del match.
La permanenza in serie A1 permise comunque di perfezionare il passaggio di proprietà della società nelle mani del gruppo Ferruzzi.

### Gli anni 1990

#### L'era Ferruzzi

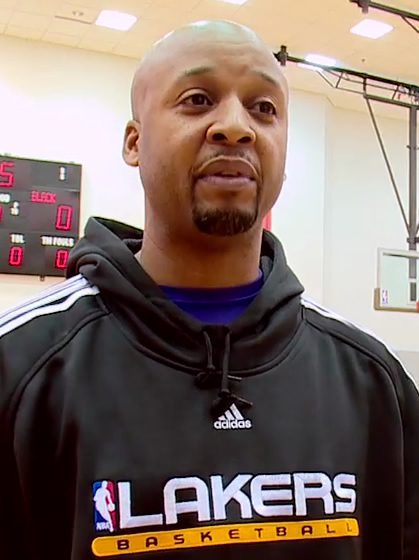
Brian Shaw

Alla vigilia della stagione 1989-90 la società passò così sotto la discussa gestione del gruppo Ferruzzi, con Carlo Sama nel ruolo di presidente, portando come sponsor il quotidiano romano Il Messaggero. La nuova proprietà si caratterizzò subito per le sue grandi ambizioni e le sue promesse di grandi risultati, alimentate dal ritorno in panchina del coach dello scudetto, Valerio Bianchini, e dall'ingaggio di due giovani campioni americani: Brian Shaw e Danny Ferry.
Il miglior risultato ottenuto in quella stagione fu il raggiungimento della finale di Coppa Italia 1990, poi persa 94-83 a Forlì contro la Knorr Bologna. Ma in campionato la Virtus non riuscì a far meglio dell'ottavo posto, non superando i quarti di finale dei play-off. Negli anni immediatamente successivi la società cercò quindi di rinforzare la squadra, non badando a spese per portare nella capitale tanti importanti nomi del panorama cestistico italiano e internazionale come Dino Rađa, Michael Cooper, Ricky Mahorn e Roberto Premier.

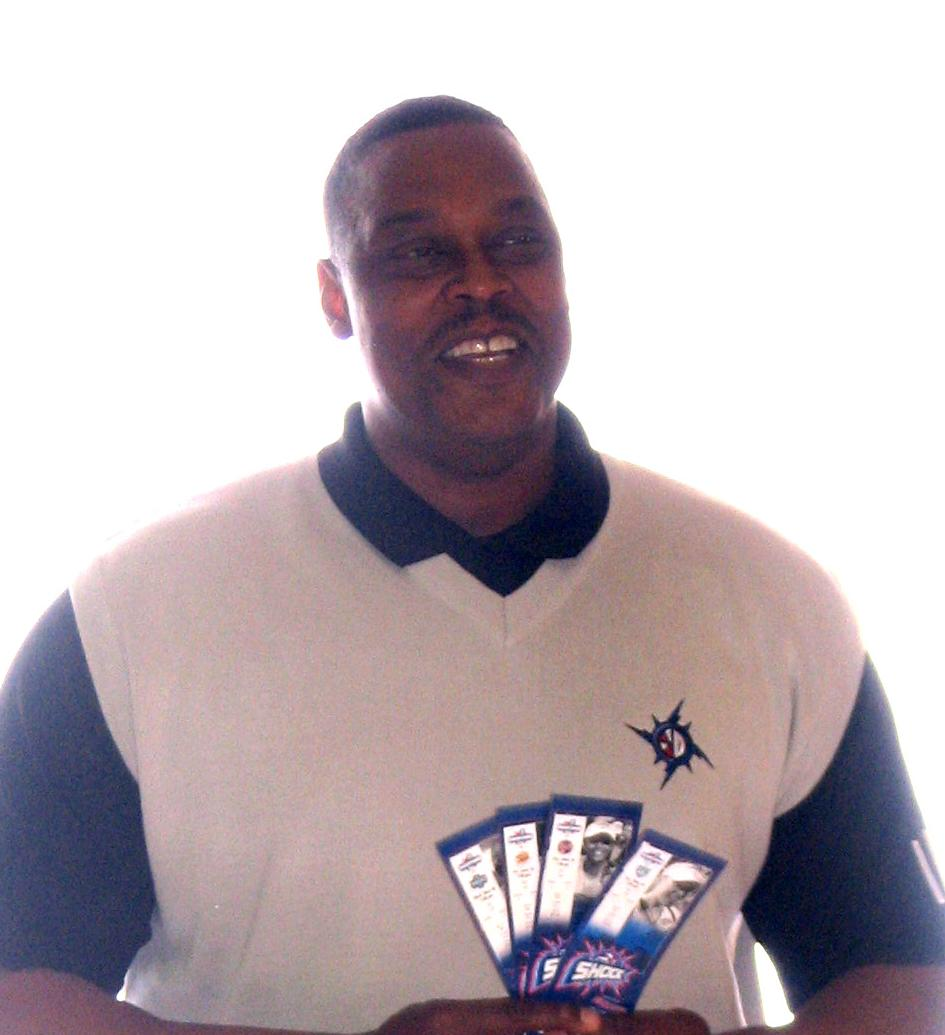
Rick Mahorn

Le grandi promesse e ambizioni societarie però non si concretizzarono: il gioco e i risultati rimasero spesso al di sotto delle aspettative, il cammino nei play-off 1991 si fermò in semifinale contro gli eterni rivali dell'Olimpia Milano, e a metà della stagione 1991-92 si concretizzò anche il clamoroso esonero di Bianchini con la promozione in panchina del suo vice Paolo Di Fonzo.

#### La seconda Coppa Korać
La sola grande soddisfazione che la Virtus riuscì a dare ai propri tifosi fu la conquista della seconda Coppa Korać della sua storia, vinta contro la Scavolini Pesaro nel 1992. Dopo un inusuale risultato di parità nella gara di andata al PalaEUR, una strepitosa prestazione nel ritorno a Pesaro permise alla formazione romana di vincere 99-86, e di aggiungere in bacheca un nuovo trofeo europeo.
Questa la rosa della Virtus vincitrice della Coppa Korać: Stefano Attruia, Donato Avenia, Fausto Bargna, Davide Croce, Alessandro Fantozzi, Gianluca Lulli, Ricky Mahorn, Andrea Niccolai, Roberto Premier e Dino Rađa. Allenata da Paolo Di Fonzo con assistenti: Greg Ballard, Marco Calvani e Paolo Del Bene.
Quella coppa rimase l'unico trofeo conquistato in tutto il decennio: l'anno seguente, sempre in Coppa Korać, la Virtus si fermò però soltanto in finale, superata sia all'andata che al ritorno dalla Philips Milano. In campionato, il massimo risultato raggiunto fu un quarto posto in classifica e il raggiungimento di un'altra semifinale play-off, la seconda consecutiva, con l'eliminazione per mano della Benetton Treviso.

#### La retrocessione e la risalita

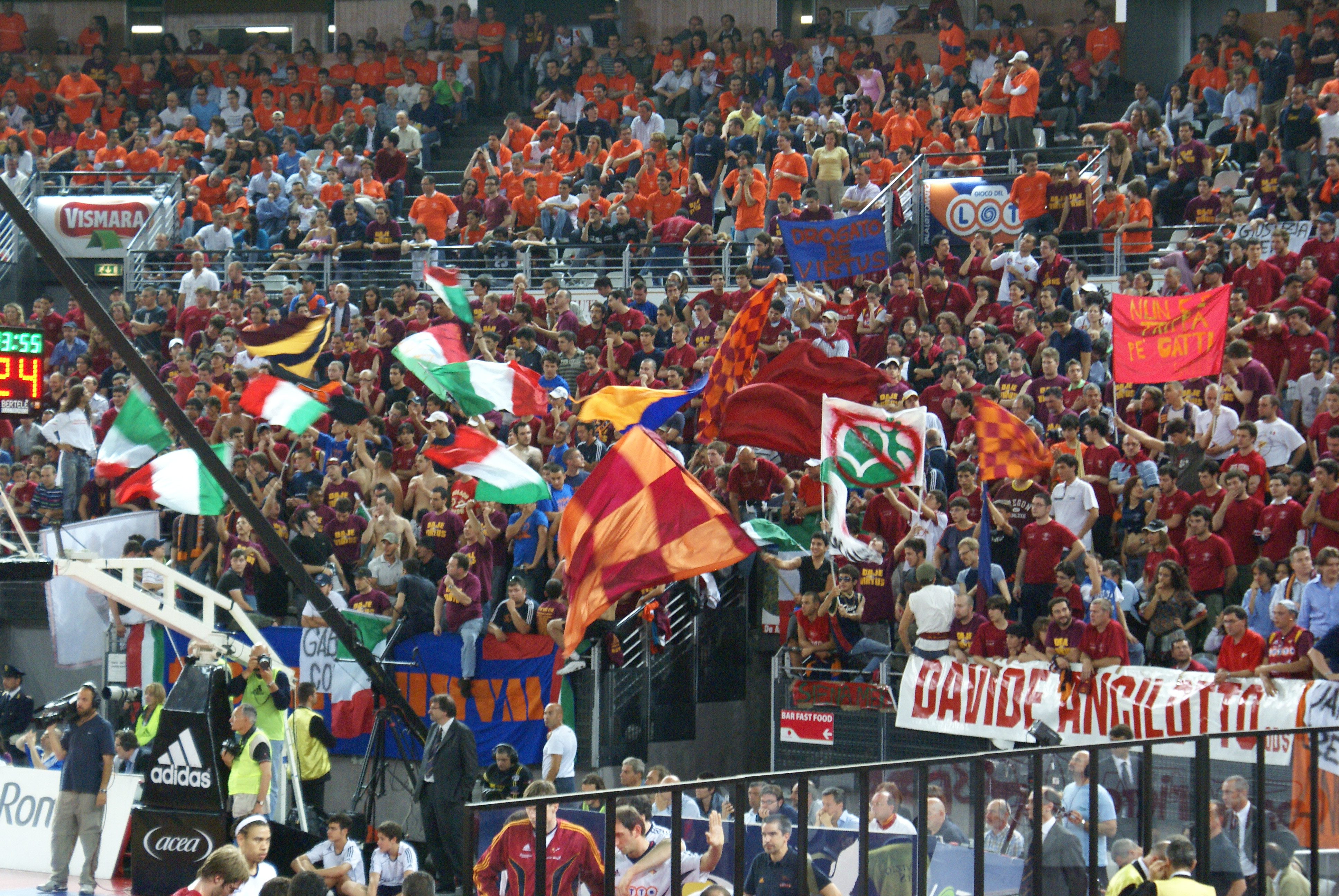
La tifoseria capitolina

Tra il 1992 e il 1993 lo scandalo di Mani pulite travolse l'Italia, e il coinvolgimento del gruppo Ferruzzi colpì indirettamente anche l'incolpevole Virtus. Nel bel mezzo della stagione 1992-93 le conseguenze furono molto pesanti: l'azzeramento dei vertici societari e l'abbandono dello sponsor Il Messaggero lasciarono la società e la squadra allo sbando. Ne seguì un immediato e brusco ridimensionamento di budget, di pubblico e di risultati.
Il nuovo proprietario fu Angelo Rovati, ma le ridotte possibilità economiche societarie non permisero di allestire per la stagione 1993-94 un roster all'altezza. Quello divenne per la Virtus il campionato più sofferto della sua storia: perdendo all'ultima giornata a Reggio Calabria, la formazione romana concluse al penultimo posto in classifica, retrocedendo in Serie A2. La retrocessione però non si concretizzò: il passaggio di proprietà a un nuovo presidente, Giorgio Corbelli, e l'acquisizione dei diritti sportivi della fallita Aurora Desio permisero alla società capitolina di restare in Serie A1 e di gettare le basi per un futuro più stabile.
I primi passi della nuova dirigenza furono l'arrivo a Roma del giovane coach Attilio Caja e il completo rinnovo del parco giocatori, col proposito di riportare gradualmente il grande pubblico al PalaEUR. Il lavoro del coach pavese permise alla squadra di mantenersi su buoni livelli per tutte le stagioni successive, con qualificazioni ai play-off (senza mai riuscire a superare i quarti di finale) e dignitose partecipazioni alla Coppa Korać, arrivando fino alle semifinali nel 1998.

#### Il dramma di Davide Ancilotto
L'evento più importante della seconda metà del decennio, però, fu anche quello più drammatico. Il 17 agosto 1997, alla vigilia del campionato 1997-98, durante un'amichevole di preparazione estiva disputata a Gubbio, il giocatore della Virtus Davide Ancilotto cadde a terra colpito in campo da un edema cerebrale.
Morì, una settimana dopo all'ospedale San Filippo Neri di Roma il 24 agosto 1997, a soli 23 anni, lasciando un grande vuoto nel basket italiano, che perse troppo presto uno dei suoi più grandi talenti, e nel cuore degli appassionati romani, che ancora oggi lo ricordano con immutato affetto. La sua maglia numero 4 è stata ufficialmente ritirata il 24 marzo 2001, e la curva della tifoseria romana (insieme a quella della Juve Caserta, formazione in cui ha militato a inizio carriera) porta il suo nome.

### Gli anni 2000

#### L'arrivo di Toti

La squadra con la Supercoppa italiana 2000 appena vinta

Carlton Myers durante la stagione 2001-02

Una nuova svolta nella storia della Virtus arrivò nel 2000: dopo un campionato decisamente deludente, venne completato il passaggio di proprietà della società nelle mani dell'imprenditore romano Claudio Toti. L'annata 2000-01 vide alla presidenza Giovanni Malagò come traghettatore nel cambio di gestione, e in avvio di stagione la Virtus (nuovamente guidata in panchina da Attilio Caja) tornò dopo otto anni a conquistare un trofeo, aggiudicandosi infatti la Supercoppa Italiana, disputata in quell'anno con una formula allargata a tutte le squadre partecipanti al campionato, battendo in finale la Kinder Bologna.
La rosa della Virtus vincitrice della Supercoppa: Jerome Allen, Federico Antinori, Juan Espil, Gianluca Lulli, Giancarlo Marcaccini, Massimo Minto, Massimiliano Monti, Alex Righetti, Rod Sellers e Alessandro Tonolli.
L'anno successivo Claudio Toti divenne a titolo definitivo il nuovo proprietario e presidente della Virtus.
Gradualmente, la Virtus iniziò a rinforzarsi sempre più sia nella dirigenza che nel parco giocatori: nel 2002 i quadri societari si arricchirono con l'arrivo di una delle figure storiche del basket italiano, Roberto Brunamonti, in qualità di general manager; dal 2001 al 2004 è stata la squadra della celebre guardia Carlton Myers (oltre 10.000 punti in Serie A in carriera).

#### Ritorno al vertice

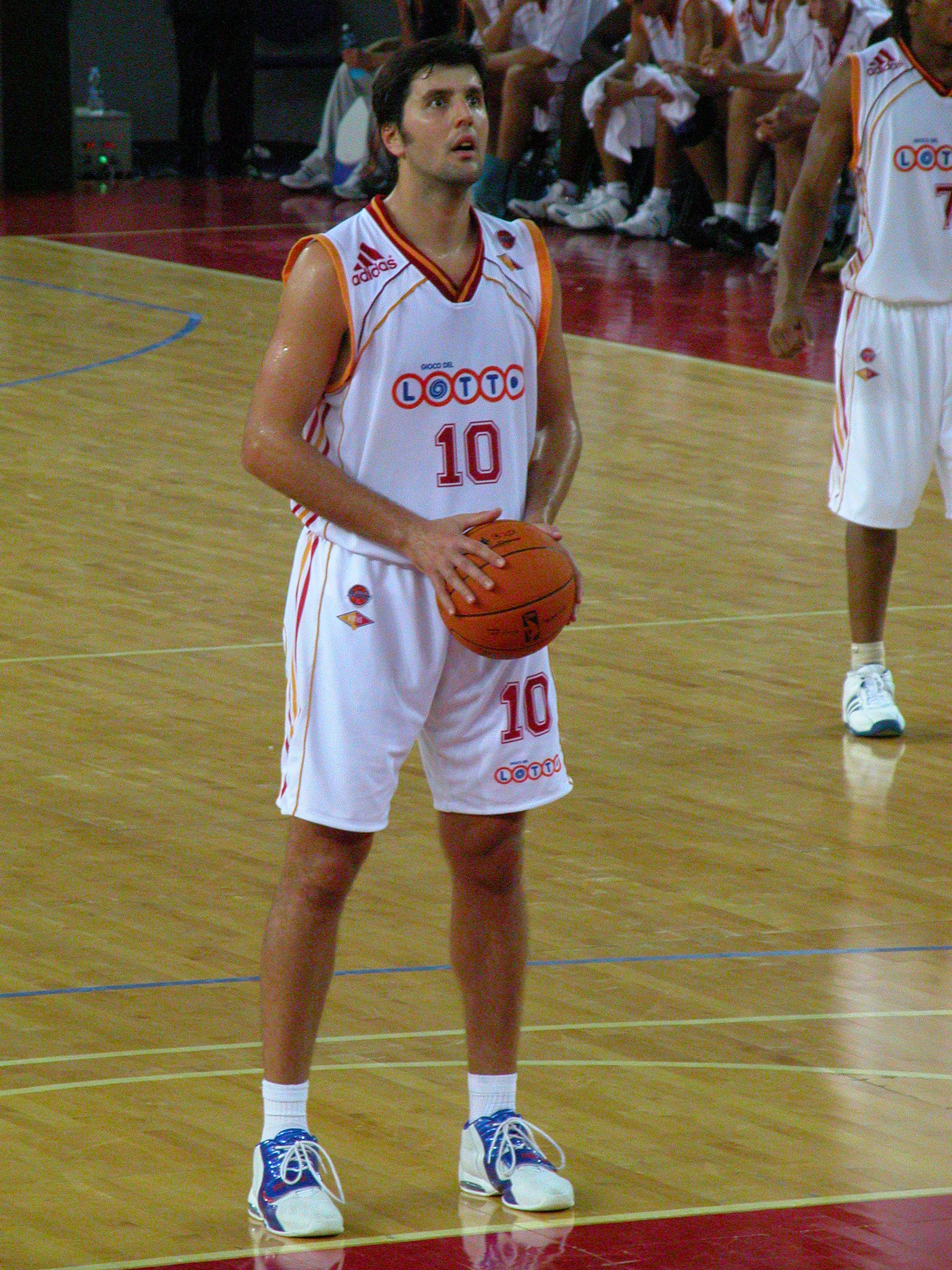
Dejan Bodiroga

Con un nuovo coach, Piero Bucchi, e con acquisti di grandi nomi come Daniel Santiago, Davide Bonora, Horace Jenkins, Marko Tušek e, da metà stagione, Anthony Parker, nel 2002-2003 la squadra capitolina riuscì a disputare uno dei suoi migliori campionati: conclusa la regular season al secondo posto, sfiorò l'accesso alla finale dei play-off perdendo in casa col punteggio di 75-77 una rocambolesca gara 5 di semifinale contro la Fortitudo Bologna, nella quale vennero dilapidati i 23 punti di vantaggio accumulati nelle fasi iniziali. Fu comunque centrata la qualificazione all'Eurolega per la stagione 2003-04, un'esperienza rivelatasi però fallimentare e terminata con l'ultimo posto nel girone di primo turno.
Nel 2005 l'arrivo in panchina del celebre coach slavo Svetislav Pešić, acquistato dopo l'esonero di Piero Bucchi al termine del girone di andata, fece crescere nuovo interesse intorno alla Virtus, che nei quarti di finale dei play-off eliminò clamorosamente, per 3-1, tra l'entusiasmo del pubblico del ritrovato PalaLottomatica il Montepaschi Siena campione d'Italia in carica, per poi essere però fermata ancora una volta nelle semifinali dalla Fortitudo Bologna.
Grazie alle stelle della squadra, il serbo pluricampione d'Europa Dejan Bodiroga e lo statunitense David Hawkins (arrivato sul finire della stagione 2005), la formazione romana si qualificò nuovamente per l'Eurolega per effetto della semifinale di campionato 2005-06 perduta per mano della Benetton Treviso. Nella stessa annata, la Virtus di Pešić raggiunse anche la finale di Coppa Italia, persa a Forlì contro la Carpisa Napoli per 85-83 dopo un emozionante tempo supplementare (e dopo altre due partite, nei quarti e in semifinale, ad alta tensione, quelle con la Fortitudo Bologna e il Montepaschi Siena.

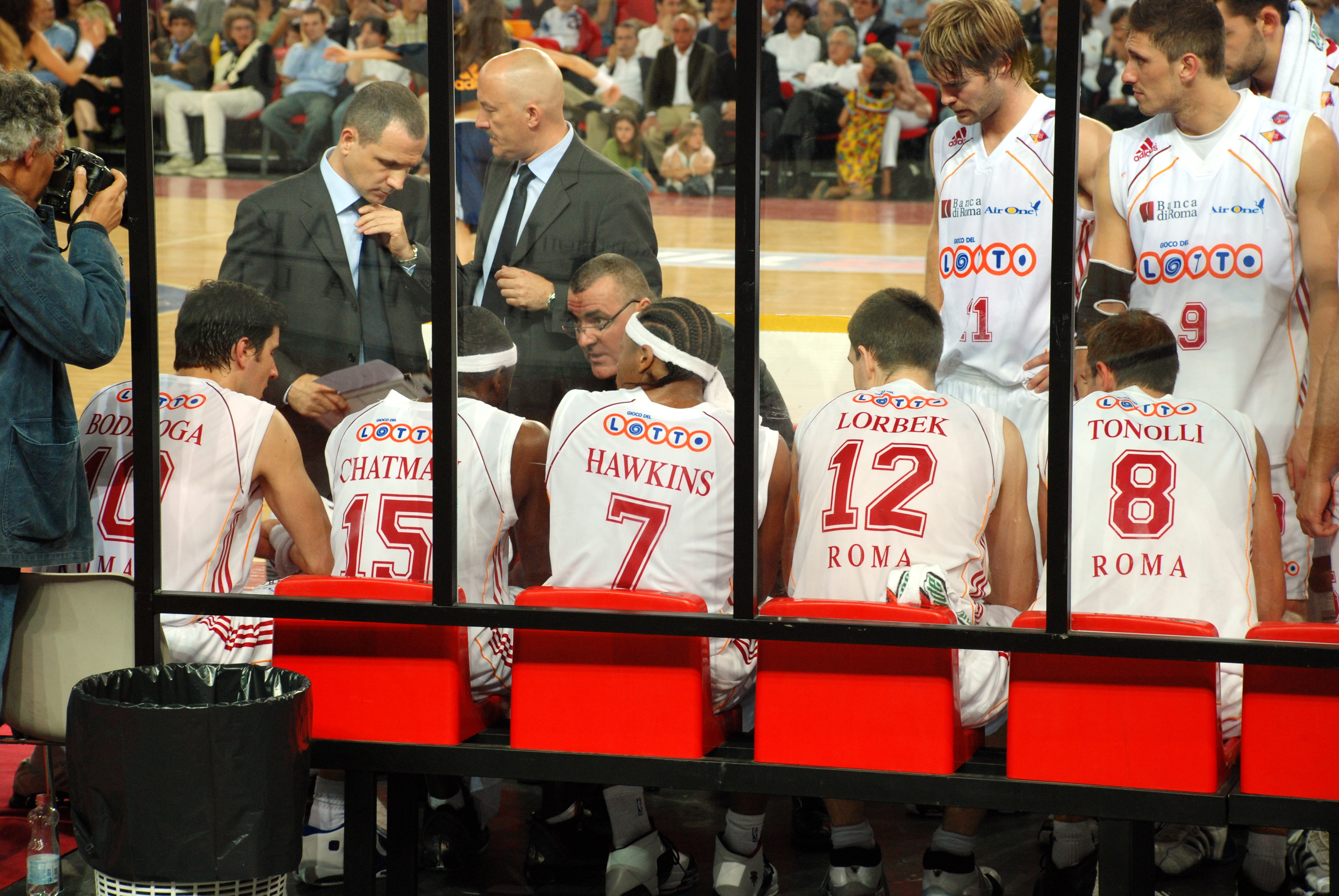
Jasmin Repeša dà istruzioni alla squadra durante un time out

La stagione 2006-07 iniziò con il cambio d'allenatore: dopo un lungo diverbio con Svetislav Pešić, legato a Roma da un ulteriore anno di contratto ma intenzionato a lasciare la squadra della capitale per tornare a lavorare in Spagna, al Club Bàsquet Girona, finito poi per vie legali, la squadra ingaggiò l'ex tecnico della Fortitudo Bologna, Jasmin Repeša.
Il 6 ottobre 2006 la Virtus affrontò in un'esibizione amichevole la formazione NBA dei Phoenix Suns, in una partita del progetto NBA Europe Live Tour, riportando una squadra del campionato professionistico statunitense in Italia dopo otto anni di assenza e a Roma dopo 17 (nel 1989 era stata la volta dei Denver Nuggets). L'evento fu fortemente voluto dall'allora sindaco di Roma Walter Veltroni, grande appassionato di basket e tifoso della Virtus.
Dopo una campagna acquisti estiva poco efficace (con il mancato arrivo di Marco Belinelli), buona parte della stagione 2006-2007 vide molti alti e bassi nei risultati, con la Virtus che ottenne comunque le qualificazioni alle Final 8 di Coppa Italia e alle Top 16 di Eurolega. Dopo essersi attivata sul mercato a febbraio 2007 con ben quattro nuovi acquisti, la squadra riuscì a trovare più continuità nei risultati, e grazie anche a una striscia di nove vittorie consecutive (record per questa società) concluse la regular season al quarto posto.
I successivi play-off partirono con un perentorio 3-0 nei confronti della Eldo Napoli, ma il cammino finì ancora una volta nelle semifinali, stavolta contro il Montepaschi Siena primo in stagione regolare, impostosi per 3-1 in una serie assai discussa per presunti favori arbitrali a favore della formazione senese, fatti che, in gara-2 giocata a Roma, causarono una reazione piccata di David Hawkins, il quale tentò di lanciare la sua fascetta addosso all'arbitro Tolga Sahin, rischiando invece di centrare alcuni giornalisti posti dietro al campo. Famosa è anche gara-3 per i tre tempi supplementari disputati: alla fine dei 40 minuti regolamentari, Mire Chatman ignorò le disposizioni di Jasmin Repeša tirando invece di lasciare l'ultimo tiro a Dejan Bodiroga. Alla fine del primo overtime, dopo una rimonta da -7, Alex Righetti corse in contropiede per il canestro della vittoria, ma gli arrivò dietro Shaun Stonerook per un'azione sulla cui regolarità si discute ancora oggi. Alla fine del secondo overtime, Ognjen Aškrabić perse la marcatura di Benjamin Eze, lasciandolo andare a rimbalzo in attacco e schiacciata. Nel terzo overtime, Marco Carraretto spense le speranze virtussine. La gara-4 contro la formazione toscana, persa 49-70 al PalaLottomatica, è stata l'ultima partita da giocatore del grande campione serbo Dejan Bodiroga, a cui tutto il pubblico presente ha tributato una lunga ed emozionante standing ovation.

#### La stagione 2007-2008: il ritorno in finale

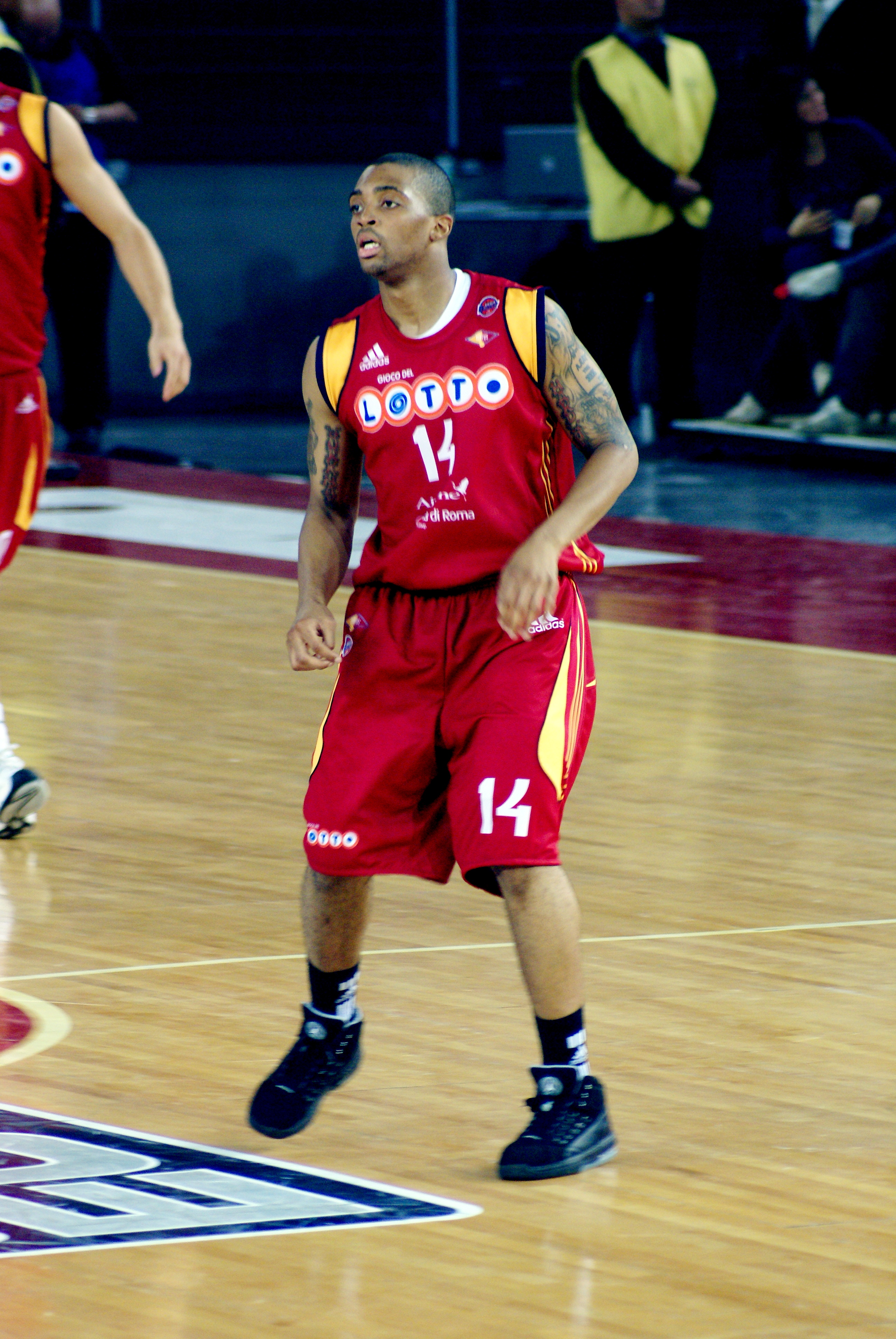
Allan Ray

La nuova stagione della Virtus si è aperta con la conferma di Jasmin Repeša sulla panchina della squadra, e il passaggio di Dejan Bodiroga dietro la scrivania in veste di general manager della società capitolina.
Il 26 settembre 2007, nel corso della presentazione della squadra in Campidoglio, la Virtus ha svelato la nuova maglia casalinga di colore rosso anziché bianco, tornando quindi a indossare il colore delle prime maglie della sua storia. Il 6 e 7 ottobre 2007 Roma ha ospitato nuovamente l'NBA Europe Live Tour, questa volta per due partite: la prima sfida ha visto di fronte due squadre NBA, i Boston Celtics e i Toronto Raptors (squadra di Andrea Bargnani, nato a Roma), che la sera successiva hanno affrontato la Virtus.
Molti i nuovi arrivi sul mercato, su tutti quelli dell'ex nazionale Gregor Fučka, della guardia ex Boston Celtics Allan Ray e del playmaker croato Roko Ukić. Durante il corso della stagione il roster della squadra, colpito da numerosi infortuni più o meno gravi, si è modificato, arricchendosi ulteriormente con gli acquisti dell'ala spagnola Rodrigo de la Fuente e del play statunitense Ibrahim Jaaber; tra i giocatori che invece sono usciti dal roster figura Erik Daniels, tagliato dopo aver disputato solo poche gare in maglia giallorossa per ripetute incomprensioni con l'allenatore Repeša, mentre nel marzo 2008 l'ala danese Christian Drejer ha annunciato il suo prematuro ritiro dalla pallacanestro a soli 25 anni di età, in seguito a un grave infortunio.
In Eurolega, la formazione romana ha iniziato in maniera negativa, vincendo una sola partita sulle prime sette; le imprese arrivano nel girone di ritorno della prima fase, contro Panathinaikos e Real Madrid, e la vittoria esterna sul campo del Barcellona ha sancito la qualificazione alle Top 16. Il cammino in questa seconda fase del torneo (contro CSKA Mosca, ancora Barcellona e Club Baloncesto Málaga), non è facile, e il sogno dei quarti di finale viene infranto a Malaga a seguito della sconfitta della Virtus e quella contemporanea del CSKA Mosca a Barcellona. Nelle memorie dei tifosi, queste Top 16 restano famose soprattutto per la prima partita, quella col CSKA a Mosca, in cui Roma si trovò avanti per larghi tratti dell'incontro prima di subire la rimonta negli ultimi due minuti e il sorpasso proprio alla fine con tiro della disperazione di Trajan Langdon da una decina di metri.
Il cammino in campionato è stato più convincente, e al termine della regular season la Virtus ha concluso al secondo posto in classifica, spuntandola all'ultima giornata sulle rivelazioni Montegranaro e Avellino. Il cammino nei play-off è iniziato ai quarti contro Cantù, superata per 3 a 1 nella serie, e in semifinale la Virtus ha ritrovato l'Air Avellino: dopo una gara-1 molto combattuta, vinta 68-63, la formazione romana (trascinata dalle stelle Erazem Lorbek e David Hawkins) con una prova di forza ha espugnato il palasport avellinese, chiudendo poi al PalaLottomatica la serie sul 3 a 0. Dopo un quarto di secolo la Virtus è tornata a giocare una finale scudetto, la seconda della sua storia, in cui ha affrontato il Montepaschi Siena, perdendo la serie per 4 partite a 1.

#### La stagione 2008-09

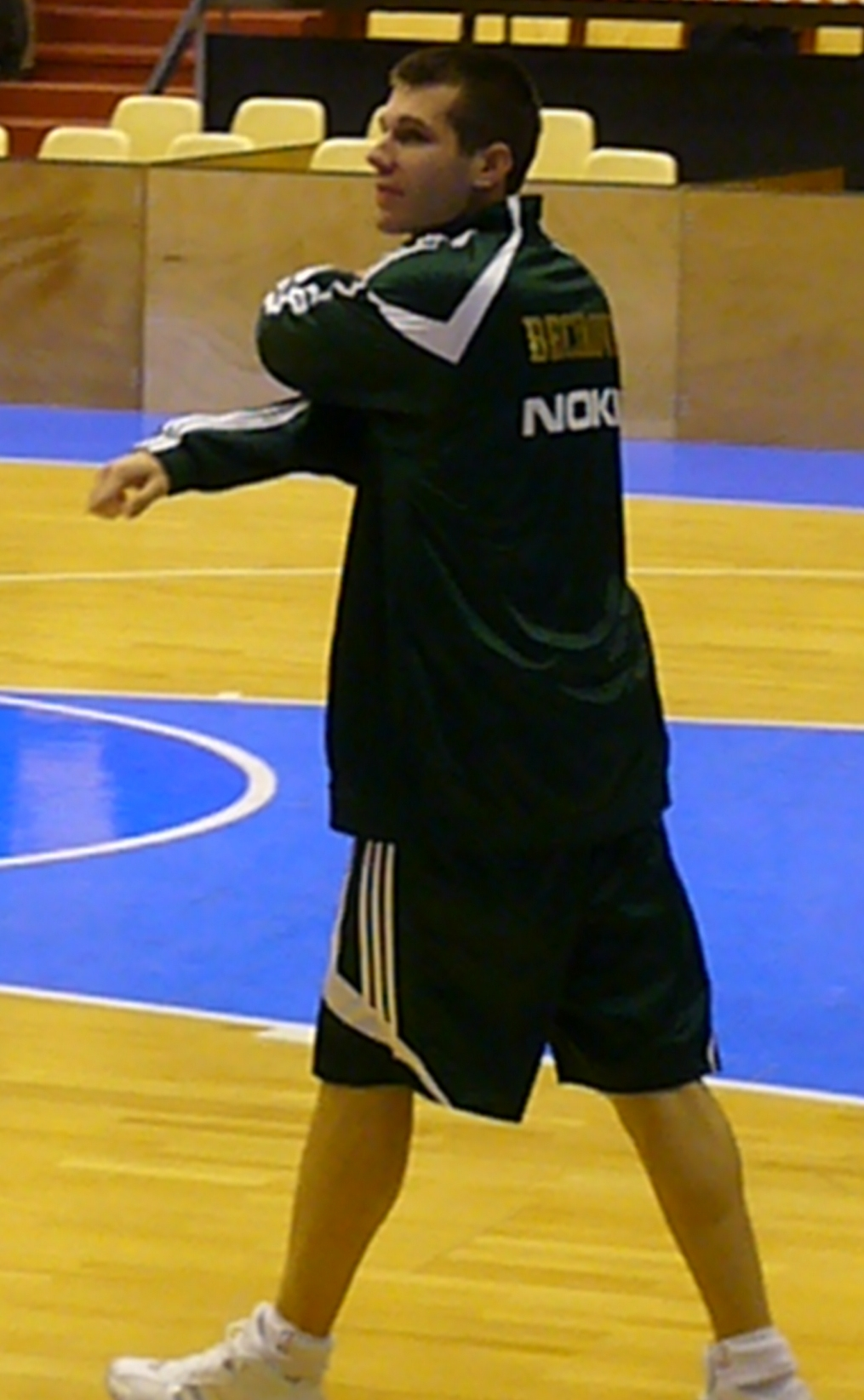
Sani Bečirovič

La stagione 2008-09 è iniziata in maniera difficile per Roma, con la perdita di alcune delle sue pedine più pregiate, tra le quali David Hawkins (desideroso di tentare la carriera in NBA e poi approdato all'Armani Jeans Milano), Erazem Lorbek (acquistato dal CSKA Mosca), Roko Ukić (fine prestito dal Barcellona e poi ingaggiato dai Toronto Raptors nella NBA).
Dopo la conferma di sei elementi della formazione giunta in finale la stagione precedente, il primo colpo di mercato della Virtus è stato il ritorno in Italia di Sani Bečirovič (dal Panathinaikos), guardia slovena con passaporto italiano, seguito dall'arrivo della giovane point guard statunitense Brandon Jennings (dalla Oak Hill Academy), deciso a giocare in Europa e non nella NCAA prima di dichiararsi eleggibile al draft NBA, del centro sloveno Primož Brezec, dell'ala grande statunitense Andre Hutson e dell'ala grande italiana Angelo Gigli. A fine settembre il roster viene completato con l'arrivo di Luigi Datome da Siena dopo la fine del prestito a Scafati, con la formula del prestito per due anni.
La squadra è partita bene sia in campionato, con 4 vittorie consecutive, che in Eurolega, dove dopo una sconfitta iniziale contro l'ALBA Berlino ha ottenuto 5 successi, tra i quali uno sul difficile campo del Tau Vitoria, portandosi in testa al girone. Dopo questo buon inizio tuttavia la squadra è incappata in una serie di 5 sconfitte consecutive in campionato; nonostante il primato nel girone di Eurolega, in seguito a questi insuccessi Jasmin Repeša si è dimesso il 9 dicembre, e contestualmente è stato messo fuori rosa Allan Ray, il cui contratto viene rescisso il 15 gennaio 2009 (poi firmato dalla Carife Ferrara). Dopo la promozione a capo allenatore dell'ex assistente di Repeša, Ferdinando Gentile, la Virtus ha ritrovato una serie di successi in campionato, tornando al secondo posto in classifica e qualificandosi per le Final Eight di Coppa Italia, e in campo europeo ha ottenuto il passaggio alle Top 16 di Eurolega con due giornate di anticipo, seconda nel girone dietro al Tau Vitoria.
L'8 febbraio 2009 con la vittoria casalinga per 78-72 contro l'Angelico Biella la squadra eguaglia il record societario di 9 vittorie consecutive, stabilito due anni prima sotto la guida di Repeša, interrompendo la striscia contro la Bancatercas Teramo. Il 16 febbraio la Virtus aggiunge due pedine al roster per rimpiazzare le perdite di Repeša e Ray: l'allenatore bosniaco Nenad Trajković, come assistente di Gentile, e la guardia statunitense con passaporto panamense Rubén Douglas. Il 9 maggio viene firmato fino a fine stagione il lungo croato con passaporto sloveno Jurica Golemac.
La Virtus ha concluso la regular season al secondo posto in classifica come l'anno precedente, davanti alla rivelazione Teramo e a Treviso. Al primo turno dei play-off è però uscita sconfitta 3-2 contro l'Angelico Biella. Nonostante l'uscita prematura nei playoff, grazie ai risultati ottenuti negli ultimi tre anni la squadra si è aggiudicata una delle due licenze A triennali di Eurolega (insieme alla Montepaschi Siena). Il 16 giugno 2009, poco dopo la fine dei play-off, Dejan Bodiroga lascia il ruolo di general manager, poi assunto da Piergiorgio Bottai.

#### La stagione 2009-10

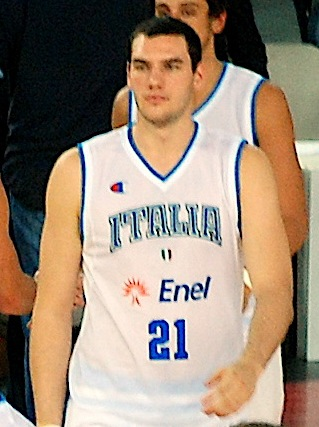
Andrea Crosariol

La stagione 2009-2010 inizia con la conferma da parte del presidente Toti di Ferdinando Gentile come tecnico sulla panchina romana e Piergiorgio Bottai come GM. Il 2 luglio vengono annunciati i primi due arrivi del mercato, il ritorno del centro Andrea Crosariol (da Avellino), e l'arrivo dell'ala piccola statunitense Ricky Minard (da Montegranaro), mentre il 3 luglio viene raggiunto un accordo con l'ala francese Hervé Touré (da Cantù) e viene annunciata la conferma di Andre Hutson; il 1º agosto La Lottomatica ha raggiunto un accordo con l'ala americana Kennedy Winston, proveniente dal Real Madrid, e la squadra si completa il 9 settembre con l'arrivo del playmaker italiano Luca Vitali (liberato dall'Armani Jeans Milano). Sono invece svincolati Sani Bečirovič, entrato in rottura con la società dopo dichiarazioni poco felici rilasciate a un sito internet sloveno, Jurica Golemac, Roberto Gabini, Brandon Jennings (chiamato nella NBA dai Milwaukee Bucks con la decima scelta nel Draft NBA 2009), Primož Brezec e Rubén Douglas.
L'11 dicembre 2009 Ferdinando Gentile si dimette dal ruolo di capo allenatore. Infatti, dopo una drammatica partita contro il Maccabi Tel Aviv in Eurolega, persa per 90-92 dopo un tempo supplementare, comincia la serie nera della squadra, che a parte la successiva trasferta di Pesaro infila solo sconfitte (8 di fila) e si "guadagna" la contestazione dei tifosi più affezionati, che non vedono in Gentile una guida tecnica adatta. Le dimissioni arrivano dopo l'ennesima disfatta, in casa contro il CSKA Mosca. Il 14 dicembre viene annunciato come suo successore Matteo Boniciolli.
Il 25 gennaio 2010 la squadra torna sul mercato con l'acquisto dell'ala grande serba Tadija Dragićević. Il 15 marzo viene tagliato dalla rosa uno degli acquisti estivi, Ricky Minard, che approda al Chimki BC in Russia.
La stagione procede tra alti e bassi, con l'uscita dall'Eurolega e la mancata qualificazione alle Final Eight di Coppa Italia, ma con la soddisfazione il 21 marzo di battere il Montepaschi Siena per 93-85, fermando così il record di vittorie dei toscani, ancora imbattuti nel campionato, a 41 gare senza ko (dalla sconfitta contro la Fortitudo Bologna del 1º marzo 2009).
Il 29 aprile la squadra torna sul mercato per completare la rosa in vista dei play-off con l'acquisto di Darius Washington, play-guardia statunitense, ex San Antonio Spurs, con passaporto macedone in uscita dal Galatasaray S.K.B. Il 13 maggio viene ufficializzato l'arrivo fino a fine stagione con opzione per il prossimo anno di Josh Heytvelt in uscita dall'Oyak Renault Bursa (campionato turco), ala-centro proveniente dall'Università Gonzaga, dove nella stagione 2006-2007 è stato il secondo miglior realizzatore della squadra.
La squadra conclude la stagione regolare al 7º posto e viene eliminata ai quarti di finale dei play-off da parte della Pepsi Caserta con un secco 3-0, terminando così una stagione deludente.

### Gli anni 2010

#### 2010-2012: biennio deludente

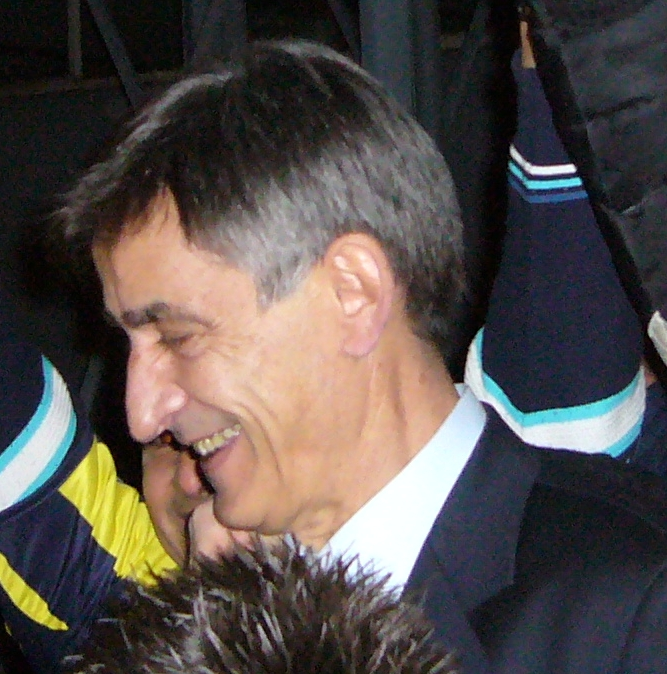
Bogdan Tanjević, general manager dalla stagione 2010-11

Il 21 giugno 2010 con una conferenza stampa la società annuncia la conferma di Matteo Boniciolli sulla panchina della squadra per la stagione 2010-2011 e la successiva e l'arrivo in veste di direttore tecnico dell'ex allenatore Bogdan Tanjević, con cui Boniciolli aveva iniziato la carriera in veste di assistente. La società ha confermato di aver esercitato l'opzione per trattenere Datome e che le partite di regular season verranno giocate al Palazzetto dello Sport, meno costoso del PalaLottomatica, che verrà usato per Eurolega e play-off; tale decisione è stata successivamente rivista dopo il rinnovo del contratto con lo sponsor Lottomatica.
Il 22 luglio la società ufficializza il primo acquisto della nuova stagione, il centro ivoriano naturalizzato francese Ali Traoré, fino all'anno precedente all'ASVEL Lyon-Villeurbanne. Il 5 agosto viene ufficializzata la riconferma di Darius Washington e l'arrivo del romano Andrea Iannilli. Il 16 agosto la Virtus rescinde il contratto con Andre Hutson e conferma il prolungamento anche di Josh Heytvelt, annunciando inoltre l'ingaggio di Draško Prodanović come senior assistant di Boniciolli, allenatore bosniaco naturalizzato francese che ha collaborato diversi anni con Tanjevic. Il 26 agosto arriva nella capitale in prova per un mese la promessa serba Ðorđe Drenovac. Il 28 agosto viene firmata la guardia statunitense Charles Smith (proveniente dall'Efes Pilsen). Il 7 settembre la società annuncia di aver ottenuto in prestito per due anni dal Barcellona il giovane serbo Nihad Đedović. Il 15 ottobre viene siglato un accordo con il giocatore montenegrino Vladimir Dašić. Il 9 novembre 2010 Hervé Touré viene ceduto alla New Basket Brindisi. Il 23 dicembre per sopperire all'infortunio di Jacopo Giachetti la società firma il bosniaco Nemanja Gordić.
L'11 gennaio 2011 viene risolto consensualmente il contratto con l'allenatore Matteo Boniciolli, e quello con l'ala-grande statunitense Josh Heytvelt. Il 12 gennaio 2011 viene nominato allenatore Sašo Filipovski. La squadra conclude la stagione al nono posto perdendo la possibilità di partecipare ai play-off e perdendo la licenza per partecipare all'Eurolega 2011-2012. In Eurolega, il cammino arriva fino alle Top 16, con la prima partita del girone, giocata e persa a Roma contro l'Olimpia Lubiana per 63-64, assai contestata nel suo finale: nell'ultima azione, il cronometro parte prima che Darius Washington tocchi palla. Questo episodio crea le basi per il ricorso della Virtus, che verrà respinto con una motivazione che si riassume così: l'Eurolega riconosce le ragioni di Roma, cioè il fatto che 2 secondi siano stati portati via dall'avventato far partire il cronometro, ma dall'altra parte è accolta la tesi degli arbitri che non hanno ravvisato una situazione tale da dover utilizzare l'instant replay, cosa possibile in queste situazioni.

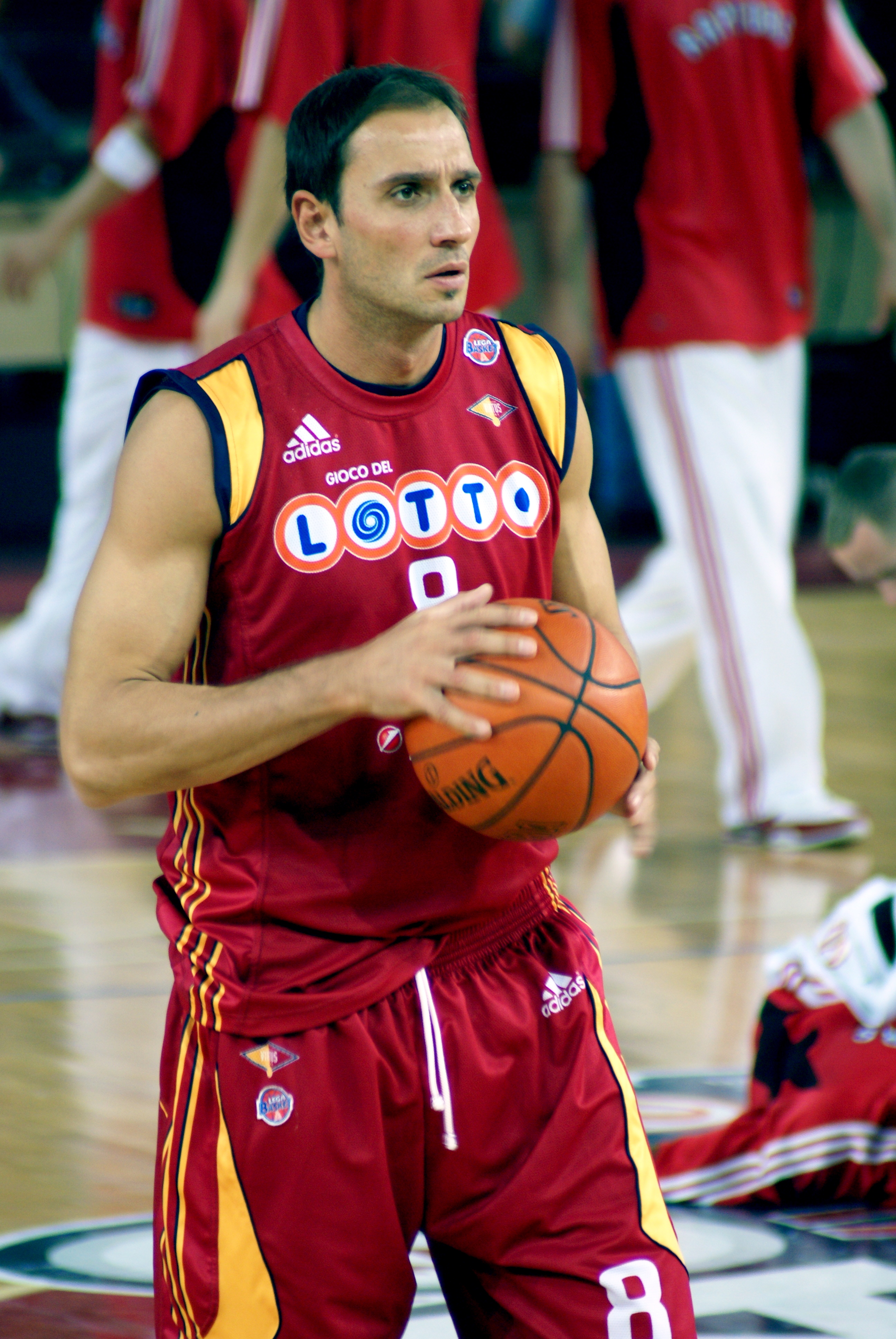
Alessandro Tonolli

Il 19 giugno la società annuncia la risoluzione consensuale del contratto con il capo allenatore. Il 14 luglio la società ufficializza l'ingaggio di Antonello Riva in qualità di general manager e Lino Lardo come allenatore, e pochi giorni dopo, il 19 luglio, quello dell'ex Davide Bonora (alla Virtus come giocatore dal 2002 al 2005) in qualità di team manager. Il 2 agosto la società ufficializza i primi due acquisti della stagione, la guardia statunitense Clay Tucker e l'ala slovena Uroš Slokar. Il 13 settembre la società ufficializza l'arrivo in prestito del player italo-americano Anthony Maestranzi.
La stagione 2011-2012 parte in modo altalenante, con due vittorie nelle prime quattro partite. Nella quinta, a Siena, arriva un brutto crollo: l'85-52 finale rappresenta il risultato col peggior scarto mai subito dalla formazione capitolina contro i senesi. Complessivamente, si alternano le vittorie in casa e le sconfitte in trasferta, oltre a un dato che finirà per segnare la stagione: quattro sconfitte su quattro tempi supplementari disputati, nel girone d'andata.
Il 25 novembre la società annuncia due aggiunte al roster, la guardia italiana Marco Mordente (al momento free agent) e il playmaker statunitense Tyreke Evans, proveniente dalla franchigia NBA dei Sacramento Kings, con un accordo con clausola di escape in caso di fine anticipata del lockout, avvenuta effettivamente il giorno dopo l'annuncio, il 26 novembre, impedendo al giocatore di disputare alcuna gara con la squadra capitolina. Il 27 gennaio, dopo un'altra sconfitta in trasferta, a Biella, viene ufficializzato l'esonero del coach Lino Lardo, sostituito, fino al termine della stagione, da Marco Calvani. Il 31 gennaio la società annuncia l'arrivo fino al termine della stagione del centro statunitense Jarvis Varnado. Nonostante le aggiunte, e un'inattesa vittoria contro il Montepaschi Siena per 77-76 alla quinta giornata di ritorno, l'obiettivo play-off sfuma proprio con la partita con Teramo, che da molti era indicata come la più semplice del lotto che comprendeva le 5 ultime della stagione regolare. La squadra chiude dodicesima in classifica, e il presidente Claudio Toti annuncia, in una conferenza stampa al Visconti Palace Hotel di Roma, il suo disimpegno dalla pallacanestro. Dopo una estate calda e la seria possibilità per Roma di non avere una squadra di pallacanestro, l'imprenditore romano decide di iscrivere lo stesso la squadra nell'ultimo giorno disponibile, con la conferma del main sponsor Acea e un rinnovato assetto societario. Come general manager è stato chiamato Nicola Alberani, ex Forlì, mentre come Team Manager e Responsabile della Comunicazione la Virtus Roma si è affidata a Francesco Carotti, giornalista romano che seguiva da anni il club.

#### 2012-2013: l'impresa sfiorata
La Virtus, in seguito alla riduzione degli investimenti da parte del presidente Toti annunciata in estate, decide di svolgere un mercato incentrato sulla valorizzazione di giovani promesse dei college americani quali Jordan Taylor dall'Università del Wisconsin-Madison e Olek Czyż dall'università del Nevada accompagnati da una solida certezza quale Phil Goss arrivato dalla Pallacanestro Varese, dal pupillo del coach Marco Calvani Lorenzo D'Ercole, e dalle scommesse Ade Dagunduro, Gani Lawal, Péter Lóránt e Bobby Jones.
La Virtus inizia bene il campionato evidenziando un gioco energico e ricco di giocate spettacolari. Per la prima volta dopo innumerevoli stagioni, la fascia di capitano cambia padrone, passando dalle mani di Alessandro Tonolli a quelle di Luigi Datome. Alla nona giornata, Roma interrompe la striscia di vittorie consecutive di Varese, fermatasi a 9 in campionato e 20 comprendendo anche le partite (tutte vinte) di prestagione. Per la prima volta dopo 3 edizioni saltate, la squadra centra, come quinta classificata al termine del girone d'andata, la qualificazione alla Coppa Italia di pallacanestro maschile 2013. Al Mediolanum Forum, la Virtus riesce a superare Cantù nei quarti di finale, prima di cedere a Varese in una combattuta semifinale. Nel prosieguo della stagione arriva una vittoria al PalaEstra di Siena per 70-94 nei confronti della Mens Sana. È stato ingaggiato per due mesi, da febbraio ad aprile, il somalo/statunitense Faisal Aden. Tuttavia il giocatore fatica a inserirsi nel contesto della squadra e viene tagliato dopo aver realizzato 12 punti in sei partite.
A sei giornate dalla fine, arriva anche la matematica qualificazione per i play-off scudetto, obiettivo mancato nelle ultime due stagioni. Tuttavia, tre sconfitte consecutive segnano il momento più difficile della stagione capitolina, e solo una rabbiosa reazione nell'ultimo quarto del match contro Brindisi consente alla Virtus di interrompere la striscia negativa. Nei successivi play-off trova la neopromossa Trenkwalder Reggio Emilia con la quale dà vita a una serie lunga e combattuta, risoltasi solo al termine della settima e ultima gara al PalaTiziano. Trascinata dal talento di singoli come Luigi Datome, Gani Lawal, Jordan Taylor, Bobby Jones e Phil Goss riesce a conquistarsi così la semifinale con Cantù. La cavalcata della compagine di coach Calvani prosegue con la conquista di un'incredibile finale. Batte 4-3 la Pallacanestro Cantù dopo una serie indimenticabile. Roma, in gara-1, rimonta dal -19 del terzo quarto e vince al supplementare, andando 2-0 tre giorni dopo. Si fa poi rimontare e superare fino al 2-3, con Cantù che espugna il PalaTiziano, ma nella decisiva Gara 6 sbanca il Pianella con alcune prodezze di Phil Goss. In gara-7 vince al PalaTiziano per 89-70 entrando dopo cinque anni, e per la terza volta nella sua storia, in finale scudetto. L'avversaria, ancora una volta, è la Montepaschi Siena, il che garantisce a Roma il fattore campo favorevole. La conquista della finale garantisce alla Virtus anche il ritorno in Eurolega.
Tuttavia, dal momento dell'ingresso in finale fino a poco dopo la fine della stessa, succederanno diverse cose. Per prima cosa, il presidente della Virtus Roma, Claudio Toti, decide di non trasferire la squadra al PalaLottomatica per l'occasione, puntando il dito contro tifosi della squadra a suo dire "da finale", in pratica coloro che sono attratti dall'evento. In gara-1, nell'intervallo, entrambi i cronometri dei 24 secondi smettono di funzionare, costringendo la terna arbitrale all'uso del cronometro manuale e di palette per indicare i secondi rimanenti nell'azione. La serie si sposta a Siena sull'1-1, per effetto del successo della Montepaschi in gara-1 e della risposta della Virtus in gara-2. In gara-3, Roma si trova con sette punti di vantaggio negli ultimi tre minuti, ribaltati e convertiti in otto punti di svantaggio alla fine da alcuni canestri di notevole difficoltà di Bobby Brown. In gara-4, Siena si porta sull'1-3, e in gara-5, a Roma, la serie termina con la sconfitta della Virtus per 1-4. Sono state particolarmente rumorose le polemiche sugli arbitraggi di alcune gare, in particolare la quarta, con tre falli antisportivi a favore di Siena. In gara-5, una viva protesta di Marco Calvani è stata sanzionata col doppio tecnico, tradottosi automaticamente nell'espulsione. Molto criticati sono stati alcuni atteggiamenti di Bobby Brown, reo, secondo diversi tifosi di Roma, di avere tenuto un atteggiamento provocatorio, con contatti fisici non regolari, e di esser stato ogni volta non solo "graziato", ma anche di avere causato falli antisportivi a chi i torti li aveva subiti.
Dopo la finale, giunge un'altra doccia fredda per Roma: la dirigenza decide di non iscrivere all'Eurolega la squadra, richiedendo in ogni caso una tra le circa venti wild card disponibili per l'Eurocup. Ragione addotta dal GM Nicola Alberani è l'alto costo del PalaLottomatica anche solo per 5 gare, più i problemi generati da spese di altra natura.

#### 2013-2015: dalla semifinale scudetto alla retrocessione volontaria
A luglio 2013 fa molto rumore l'allontanamento di Marco Calvani, che avrà poi altri strascichi. Al posto di Calvani, viene chiamato Luca Dalmonte. Luigi Datome vola negli Stati Uniti per giocarsi la carta NBA con i Detroit Pistons. Escono di scena anche diversi protagonisti della stagione precedente. In sostanza, a Goss, Taylor, Jones, D'Ercole e Tonolli si affiancano le novità di Jimmy Baron, Trevor Mbakwe, Callistus Eziukwu, Riccardo Moraschini, Quinton Hosley più il ritorno di Alex Righetti a sette anni dall'ultima esperienza in maglia romana. Per il primo mese della stagione, fa parte della squadra anche Michał Ignerski.
La Virtus partecipa al campionato e all'Eurocup. Nella seconda competizione europea, il cammino si ferma dopo le 10 partite del primo girone con 3 vittorie e 7 sconfitte. In campionato, il cammino vede Roma arrivare a dicembre nella zona di testa della classifica. Chiudendo il girone di andata al quinto posto, va ad affrontare la Montepaschi Siena nelle Final Eight di Coppa Italia dal nuovo formato in tre giorni. A Milano, tuttavia, la squadra arriva senza Callistus Eziukwu (tagliato e sostituito da Szymon Szewczyk) e Jordan Taylor, che deve arrendersi a un mai completamente riassorbito infortunio. Il quarto di finale con Siena è anche l'unica partita giocata da Roma, dal momento che il risultato è una sconfitta.
Sul finire di febbraio, per sostituire Taylor arriva Josh Mayo da Montegranaro. La situazione di classifica, fino a quel momento buona, rischia di precipitare con 5 sconfitte in 6 giornate tra la 23ª e la 28ª, intervallate dall'arrivo del lungo Halil Kanačević. Il punto di svolta della stagione arriva quando le cose rischiano di precipitare: nel secondo tempo della partita contro la Reyer Venezia. Indietro di 15 punti dopo 10 minuti e di 16 dopo 20, Roma trova la vittoria che le assicura un posto nei play-off.
L'avversaria dei quarti di finale è Cantù. Con la serie che comincia al Pianella ed è accorciata a 3 partite su 5, la Virtus vince due volte in trasferta e chiude la questione in gara-3 al Palazzetto dello Sport dopo un supplementare. In semifinale arrivano la Montepaschi Siena e il ritorno al PalaLottomatica. La serie vede Goss e D'Ercole avere più di un guaio fisico, con Roma che perde di due punti gara-1, nettamente gara-2, poi vede Siena passare all'Eur in gara-3. In gara-4 è Roma a portare a casa la vittoria, prima della chiusura della serie in gara-5 tra le lacrime di Goss una volta uscito dalla partita per 5 falli. I risultati conseguiti dalla Virtus in stagione valgono la qualificazione in Eurocup.
La stagione 2014-2015 non riserva particolari emozioni e si conclude con un decimo posto senza infamia né lode; resta, comunque, particolarmente beffarda la partecipazione in Eurocup. Questo perché la Virtus arriva agli ottavi senza mai perdere tra le mura del PalaTiziano, ma in un colpo solo arrivano un infortunio che blocca Kyle Gibson fino a fine stagione e il caso Brandon Triche, che durante una pausa del campionato parte per gli States e non ritorna più, venendo licenziato per giusta causa e poi rimpiazzato da Ramel Curry. Negli ottavi, praticamente senza guardie, la Virtus perde nettamente a Bandirma contro il Banvit, ma al PalaTiziano rischia di ribaltare il doppio confronto. La sostanza è che l'avventura europea si chiude senz'aver mai perso in casa.
L'avvenimento più importante si ha a campionato concluso: a luglio infatti il patron della squadra, vista l'assenza di nuovi sponsor, chiede e ottiene il declassamento nella serie inferiore A2.
Al suo posto viene ripescata la Juvecaserta Basket di Caserta. L'ultima partita di Serie A in casa, per la Virtus, coincide quindi col match contro la Cantù di Metta World Peace, autore nell'occasione di una delle sue migliori prestazioni nel periodo canturino.

#### 2015-2018: sofferenza in cadetteria
La Virtus, in A2 dopo trentacinque anni di massima serie, inizia la stagione nel peggiore dei modi: sotto la gestione di Guido Saibene arrivano 4 sconfitte consecutive, nelle quali solo una volta la squadra ha raggiunto i 70 punti. Dati gli scarsi risultati, Saibene viene sostituito da Attilio Caja, già allenatore negli anni 1990. Caja, dopo due sconfitte sul filo di lana contro Casalpusterlengo (ai supplementari) e Agropoli (di un punto dopo una tripla di Tavernari allo scadere), porta la squadra a reagire alla serie negativa con 5 vittorie di fila, l'ultima delle quali al Palatiziano contro la storica rivale Siena per 68-50 dopo una superba prestazione, su tutti, di Craig Callahan. La prima parte della stagione si conclude con due sconfitte contro Trapani e Latina e due vittorie contro la capolista Scafati e Casale Monferrato. Anche la seconda parte della stagione parte male, con tre sconfitte di fila, tra cui una (contro Agrigento) dopo due supplementari. Ma nella diciannovesima giornata, la Virtus torna alla vittoria contro i rivali di Rieti (88-63 il risultato) in una prestazione in cui i soli Voskuil, Maresca e Olasewere hanno segnato più di tutta la squadra avversaria. Dopo una sconfitta contro Casalpusterlengo, di nuovo ai supplementari, arriva una vittoria molto convincente contro Agropoli. Infatti, contro la squadra che all'andata aveva vinto allo scadere, la Virtus si impone contro i campani per 93-55 dopo una prestazione corale da incorniciare. Dopo un'altra vittoria casalinga contro Reggio Calabria e una sconfitta a Biella, arriva una bella vittoria al Palazzetto contro Barcellona per 71-68, con Alan Voskuil (season high con 32 punti e 44 di valutazione) che ruba a Loubeau una palla che avrebbe portato i siciliani alla vittoria. Dopo la vittoria per 87-75 a Omegna, la Virtus perde 77-76 a Siena. Sono le ultime 4 partite a decidere le sorti della squadra, che alla ventiseiesima giornata può andare sia ai play-off per la promozione in A sia ai play-out per salvarsi dalla Serie B. Ma due sconfitte contro Trapani (di un punto) e contro Latina, riducono le speranze della Virtus di andare ai play-off. A queste sconfitte segue la vittoria contro Scafati, ancora al comando nella A2 Ovest, per 72-57. A questo punto per la Virtus c'è ancora tutto da decidere, ma la sconfitta contro Casale per 80-58, unita alle vittorie di Casalpusterlengo contro Latina e di Reggio Calabria contro Rieti, condanna la squadra addirittura ai play-out in A2
La Virtus è quindi costretta ai play-out contro Recanati con il beneficio del fattore campo. Viene acquistato da Rieti Dalton Pepper che non giocherà nessuna partita. Dopo la vittoria in gara-1 per 64-51, arriva la vittoria dei marchigiani che espugnano il Palatiziano vincendo per 71-69. Dopo gara-3, vinta facilmente dai padroni di casa per 102-95, viene inspiegabilmente sospeso Attilio Caja che viene rimpiazzato dal vice Esposito. L'allenatore napoletano, che si ritrova improvvisamente la squadra tra le mani in quello che forse è il momento peggiore di sempre per la squadra capitolina, non riesce a portare i suoi giocatori alla vittoria in gara-4, condannati quindi all'ultima spiaggia contro Omegna. Esposito tenta di cambiare qualcosa, dando più minuti (e anche più punti) a Flamini. La Virtus vince gara-1 per 84-73 con 24 punti di Olasewere e 20 di Voskuil. I romani portano a casa agevolmente anche gara-2 per 85-74 con 24 punti di Callahan. Gara-3 è forse la miglior partita della stagione. La Virtus parte male mentre la Fulgor, spinta da Ramon Galloway, si porta in vantaggio per 20-5. Il distacco viene mantenuto fino alla fine del secondo quarto, quando la Virtus, a cavallo tra il secondo e il terzo quarto, completa la rimonta da -15 a +2. Il quarto quarto vede Omegna rallentare e quasi arrendersi mentre la Virtus vince per 69-58, riuscendo a salvarsi in una stagione tormentata.
Guidata da Fabio Corbani disputa il campionato 2016-2017, giungendo quinta nel girone Ovest al termine della regular season e classificandosi per i play-off dove, negli ottavi, viene eliminata da Ravenna per 3 a 1. La stagione, in ogni caso, segna un certo riavvicinamento del pubblico alla squadra, grazie a un certo numero di innesti di buon valore (Massimo Chessa, Aristide Landi, Tommaso Baldasso e il cavallo di ritorno Daniele Sandri tra gli italiani, Anthony Raffa e il funambolico John Brown III per quanto riguarda gli americani). I problemi, semmai, arrivano prima dell'inizio del campionato: una questione di ritardati pagamenti in Federazione fa sì che la Virtus sia, per quasi un mese, esclusa dal campionato. Due ricorsi agli organi della FIP non bastano, così ne arriva un terzo, di fronte al CONI: è quello buono, la Virtus è riammessa in A2, nel girone Ovest. La stagione segue un andamento vario: tre vittorie, poi cinque perse nelle successive sei partite, poi una nuova serie a prevalenza vittoriosa. Nel mese di dicembre, Baldasso deve andare in Turchia per gli Europei Under 18, spostati di sei mesi a causa delle tensioni che si erano create in Turchia a luglio. Questo fatto causa una serie di spostamenti di partite, cosicché il 3 gennaio 2017 la Virtus si gioca contro Scafati l'ingresso nelle Final Eight di Coppa Italia LNP. Nonostante diversi infortuni tutti assieme, la Virtus ce la fa. In Coppa, potrebbe anche vincere contro Treviso (che non è più la Benetton, ma la Treviso Basket), ma sono fatali gli ultimi due minuti e mezzo. L'annata prosegue senza altri particolari scossoni fino all'epilogo ravennate.
L'annata successiva vede il cambio degli americani: via Raffa e Brown, dentro Aaron Thomas e Lee Roberts. Esce di scena anche Sandri, che Guido Bagatta chiama a Siena, mentre arrivano Nicolò Basile da Pesaro e Alessio Donadoni (che verrà poi girato a Ferrara) da una serie di try-out svolti dopo la fine della stagione precedente. I problemi, però, cominciano fin da subito: tre sconfitte nelle prime tre partite, che diventano rapidamente sei nelle prime otto. Ne fa le spese Fabio Corbani, che viene sostituito da Luca Bechi, il cui avvio è bagnato da un -13 a Cagliari e da un -29 ad Agrigento che portano la Virtus al punto più basso da quasi quarant'anni: ultimo posto nel proprio girone di A2. Anche se la situazione migliora con alcune vittorie di valore in casa, è in trasferta che la squadra non gira: a fine anno le vittorie fuori casa saranno appena due, a Trapani e a Treviglio. Dopo che anche Bechi non è riuscito a invertire la rotta, viene chiamato qualcuno che l'ambiente romano lo conosce, e bene: è Piero Bucchi, di ritorno dopo tredici anni dall'ultima partita da tecnico della Virtus. Restano sette partite da giocare, per evitare i play-out servono varie vittorie (mentre Reggio Calabria finisce in B per megapenalizzazione subita dalla Corte Federale a seguito di un grave scandalo di fidejussioni dichiarate, ma in realtà mai giunte in sede LNP). Bucchi esordisce perdendo contro Cagliari, ma arrivano poi le vittorie contro Agrigento e a Treviglio. L'incontro contro l'Eurobasket, tuttavia, vede scendere in campo la peggiore Virtus della stagione: il -9 con distrazione finale è, di fatto, la pietra tombale sulle speranze virtussine di evitare i play-out, cui la squadra si ritrova coinvolta per la seconda volta in tre anni. Allo scopo di evitare guai peggiori, vengono chiamati prima Demian Filloy per sopperire a un'incredibile serie di infortuni dei lunghi, poi Davide Parente da Torino e infine Davide Raucci da Cantù. La serie contro Roseto inizia sotto queste premesse, oltre a quella che, a differenza del 2016, le due serie di play-out si svolgono al meglio delle due gare su tre. Viene sempre rispettato il fattore campo, anche se non senza battaglia in ogni incontro: la Virtus riesce a rimanere in Serie A2.

#### 2018-2020: dal ritorno in A1 allo scioglimento

La società fondata per dare continuità storica alla pallacanestro romana

Dopo la salvezza, cominciano le trattative per avere un campo di gioco nel 2018-19, vista la chiusura del PalaTiziano per due anni. In giugno, un'inattesa suggestione diventa realtà: la Virtus Roma torna a giocare al PalaLottomatica, a quattro anni dalle ultime due partite ivi giocate e a sette dall'ultima stagione completa all'Eur. In modo quasi contestuale, vengono annunciati i rinnovi di Piero Bucchi come allenatore e di Valerio Spinelli come general manager. Lasciano la squadra gli assistant coach Riccardo Esposito, fondamentale per la fatidica salvezza del 2015-2016, e Umberto Zanchi. Al loro posto arriva Daniele Michelutti. Tra i giocatori, vengono confermati solo Chessa, Landi, Baldasso e i prodotti del settore giovanile Edoardo Lucarelli e Daniel Spizzichino. Tra i 7 nuovi arrivi, spiccano quelli di Nic Moore (13 punti di media a Brindisi nel 2017-2018), Henry Sims (proveniente da Cremona e già in NBA con Cleveland, Philadelphia e Brooklyn) e Daniele Sandri (al secondo ritorno, stavolta dai rivali di Siena, dopo quello del 2016 da Casalpusterlengo).
Il 20 aprile 2019, grazie alla vittoria (83-88) in casa di Legnano, la Virtus Roma viene promossa in Serie A dopo 4 anni.
La stagione seguente vede un inizio incoraggiante, con quattordici punti nelle prime tredici giornate, seguito da un lungo periodo di crisi interrotto solamente dalla pandemia di COVID-19, che porta al blocco di tutte le attività sportive in Italia e alla decisione della FIP di non assegnare lo scudetto e di non procedere né con le promozioni né con le retrocessioni.
Mantenuta la categoria ma gravata da una complicatissima situazione economica, il 9 dicembre 2020 - a campionato inoltrato - la società rinuncia al pagamento della rata d'iscrizione alla Serie A1 e ritira la squadra.

## I campi di gioco

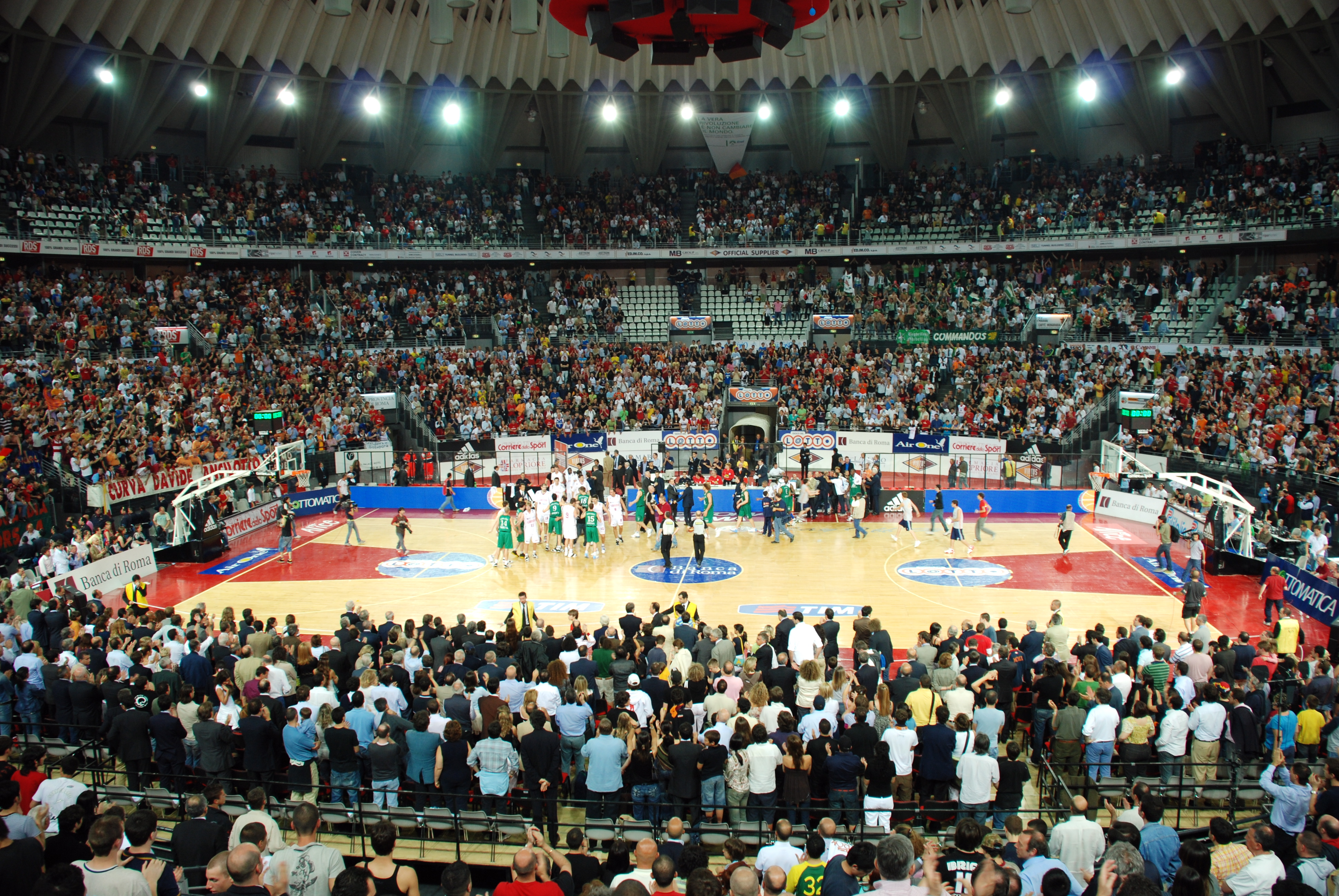
L'interno del PalaLottomatica gremito durante una partita della Virtus Roma nel 2007

Il primo campo di gioco che ospitò le partite interne della Virtus Roma era situato all'interno del Centro Sportivo di Settebagni, lungo la via Salaria; la formazione capitolina vi disputò i suoi incontri fino alla stagione 1978-1979, mantenendo comunque il complesso come propria sede sportiva e come campo di allenamento fino ai nostri giorni.
Alla seconda stagione in Serie A2, quella che portò poi la Virtus alla promozione nella massima serie, la squadra si trasferì in una struttura più adatta e in una zona decisamente più centrale della città: il Palazzetto dello Sport di viale Tiziano, nelle immediate adiacenze dello Stadio Flaminio.
L'impianto progettato da Nervi e Vitellozzi fu teatro di tutte le gare di campionato della Virtus nei primi anni ottanta.
In occasione dei playoff 1982-1983, che la Virtus concluse con la vittoria dello scudetto, per venire incontro alle richieste del grande pubblico il campo di gioco divenne il gigantesco PalaEur, anch'esso opera di Pier Luigi Nervi e Marcello Piacentini; l'impianto (il palasport più capiente d'Italia e il secondo in Europa con i suoi oltre 13.000 posti) rimase la sede delle partite interne della formazione capitolina fino al 2000, quando venne temporaneamente chiuso per lavori di restauro e ammodernamento.
In occasione dei lunghi e tormentati lavori del Palazzo dello Sport dell'EUR, protrattisi oltre i due anni inizialmente preventivati, all'inizio del nuovo millennio la Virtus fu costretta a ritornare a giocare nel vecchio impianto di viale Tiziano, ormai inadatto con i suoi 3.500 posti per una squadra di Serie A di alto livello.
Dopo una breve parentesi all'inizio della stagione 2003-04, con relativo abbandono per scarso pubblico e deficit di risultati in una stagione disgraziata, il definitivo ritorno del basket romano all'interno del ristrutturato Palazzo dello Sport, rinominato PalaLottomatica per esigenze di sponsor, avvenne soltanto in occasione dei playoff 2004-05: la Virtus vi disputò quattro partite da tutto esaurito (dopo i lavori la capienza è stata ridotta a circa 10.500 posti), e vi è rimasta a giocare anche nelle stagioni successive, ritrovando così la sua storica casa sia per le partite di campionato che per quelle di Eurolega.
Durante una conferenza stampa indetta il 21 giugno 2010 il presidente Toti aveva annunciato l'intenzione di tornare a disputare le partite di regular season della stagione 2010-11 al Palazzetto dello Sport, meno costoso del PalaLottomatica, che sarebbe stato usato per Eurolega e playoff.
Tale decisione è stata successivamente rivista dopo il rinnovo del contratto con il main sponsor Lottomatica.
Dalla stagione 2011-12 la Virtus Roma torna a giocare le partite interne al Palazzetto dello Sport, che fino al 2018 resta il campo di gioco della Virtus, eccezion fatta per due partite giocate all'Eur nelle semifinali scudetto 2014.
A giugno 2018 la Virtus comunica il ritorno al PalaLottomatica, dove giocherà tutti gli incontri casalinghi fino all'esclusione della società dalla Serie A.

## Partecipazione ai campionati
| Livello | Categoria | Partecipazioni | Debutto   | Ultima stagione | Totale |
| 1º      | Serie A   | 16             | 2001-2002 | 2020-2021       | 37     |
| 1º      | Serie A1  | 21             | 1980-1981 | 2000-2001       | 37     |
| 2º      | Serie A2  | 6              | 1978-1979 | 2018-2019       | 6      |
| 3º      | Serie B   | 4              | 1974-1975 | 1977-1978       | 4      |
| 4º      | Serie C   | 2              | 1972-1973 | 1973-1974       | 2      |

## Palmarès

### Competizioni nazionali
- Campionato italiano: 1

1982-83
- Supercoppa italiana: 1

2000

### Competizioni internazionali
- Eurolega: 1

1983-84
- Coppa Korać: 2

1985-86, 1991-92
- Coppa Intercontinentale: 1

1984

### Competizioni giovanili
- Campionato italiano Under 15: 1

1980

### Altre finali disputate
- Campionato italiano

2008, 2013
- Coppa Italia

1990, 2006
- Coppa Korac

1993

## Presidenti e allenatori
- fino al 1972 - Armando Polidori
- 1972-1975 - Giovanni Del Vecchio
- 1975-1976 - Alfonso Fulgosi
- 1976-1977 - Oddone Pinto
- 1977-1978 - Luciano Mazzeri
- 1978-1981 - Giuseppe Mazzarella
- 1981-1989 - Eliseo Timò
- 1989-1993 - Carlo Sama
- 1993-1994 - Angelo Rovati
- 1994-1999 - Giorgio Corbelli
- 1999-2000 - Sergio D'Antoni
- 2000-2001 - Giovanni Malagò
- 2001-2019 - Claudio Toti
- 2019-2020 - Alessandro Toti

- 1960-1962 - Faidōn Matthaiou
- 1972-1973 - Maurizio Polidori
- 1973-1974 - Umberto Della Penna
- 1974-1976 - Sergio Lisotti
- 1976-1981 - Nello Paratore
- 1981-1982 - Giancarlo Asteo
- 1982 - Paolo Di Fonzo
- 1982-1985 - Valerio Bianchini
- 1985-1986 - Mario De Sisti
- 1986-1988 - Giuseppe Guerrieri
- 1988-1989 - Giancarlo Primo
- 1989 - Petar Skansi
- 1989-1991 - Valerio Bianchini
- 1991-1992 - Paolo Di Fonzo
- 1992-1994 - Franco Casalini
- 1994 - Nevio Ciaralli
- 1994-1999 - Attilio Caja
- 1999 - Valerio Bianchini
- 1999 - Marco Calvani
- 1999-2000 - Cesare Pancotto
- 2000 - Marco Calvani
- 2000-2002 - Attilio Caja
- 2002-2005 - Piero Bucchi
- 2005-2006 - Svetislav Pešić
- 2006-Dic. 2008 - Jasmin Repeša

Valerio Bianchini

- Dic. 2008-Dic. 2009 - Ferdinando Gentile
- Dic. 2009-Gen. 2011 - Matteo Boniciolli
- Gen. 2011-2011 - Sašo Filipovski
- 2011-Gen. 2012 - Lino Lardo
- Gen. 2012-2013 - Marco Calvani
- 2013-2015 - Luca Dalmonte
- 2015-Nov. 2015 - Guido Saibene
- Nov. 2015 - Mag. 2016 Attilio Caja
- Mag. 2016 Riccardo Esposito
- 2016-Nov. 2017 Fabio Corbani
- Nov. 2017 -Mar. 2018 Luca Bechi
- Mar. 2018- Dic. 2020 Piero Bucchi

## Gli sponsor

### Sponsor principali
- Banco di Roma (gruppo bancario), dal 1972-1973 al 1987-1988
- Phonola (elettronica), 1988-1989
- Il Messaggero (quotidiano), dal 1989-1990 al 1992-1993
- Burghy (fast food), 1993-1994
- TeoremaTour (turismo e viaggi), 1994-1995
- Nuova Tirrena (assicurazioni), 1995-1996
- Telemarket (televendite), 1996-1997
- Pompea (calze e intimo), dal 1997-1998 al 1998-1999
- Aeroporti di Roma (gestione aeroportuale), dal 1999-2000 al 2000-2001
- Würth (utensileria), 2001-2002
- Lottomatica (giochi e lotterie), dai playoff 2002-2003 al 2010-2011
- Acea (multiutility) dal 2011-2012 al 2015-2016
- UniCusano (università) nel 2016-2017

### Altri sponsor
- Banca di Roma (gruppo bancario), in Coppa Korać dal 1996-1997 al 1998-1999 e poi nell'Eurolega 2006-2007 e 2007-2008
- Unicredit Group (gruppo bancario), nell'Eurolega 2008-2009 e 2009-2010
- Lamaro (appalti), nelle prime partite del 2001-2002, poi dal 2015-2016 al 2020-2021
- Pulitalia (impresa di pulizie), nei quarti di finale di ULEB Cup 2005-2006
- Sportitalia (canale televisivo), 2014
- Samitalia (acque minerali), nel 2015-2016
- Thrifty (autonoleggio), nel 2015-2016
- UniCusano (università), 2016
- Acea (multiutility), nel 2016-2017
- Sangemini (acque minerali) dal 2016-2017 al 2017-2018
- Hertz (autonoleggio) dal 2016-2017 al 2017-2018

### Fornitori tecnici
- Diadora, dal 1982-1983 al 1984-1985 e poi dal 1986-1987 al 1988-1989
- NR, 1985-1986
- Champion, dal 1989-1990 al 1993-1994, dal 1995-1996 al 1997-1998 e poi dal 2004-2005 al 2005-2006
- Kronos, 1994-1995
- Asics, dal 1998-1999 al 2001-2002
- Reebok, dal 2002-2003 al 2003-2004
- Kappa, dal 2009-2010 al 2012-2013
- Spalding nel 2015-2016
- EYE Sport dal 2016-2017 al 2019-2020
- Macron nel 2020-2021
- Adidas, dal 2006-2007 al 2008-2009
- Joma dal 2013-2014 al 2014-2015

## Giocatori di rilievo

Larry Wright

| - Roberto Castellano 6 stagioni: '78-'83, '89-'90 - Enrico Gilardi 8 stagioni: '79-'87, '88-'90 - Fulvio Polesello 8 stagioni: '80-'88 - Stefano Sbarra 6 stagioni: '81-'87 - Marco Solfrini 4 stagioni: '82-'86 - Larry Wright 3 stagioni: '82-'84, '87-'88 - Clarence Kea 2 stagioni: '82-'84 - Raymond Townsend 1 stagione: '84-'85 - Leo Rautins 1 stagione: '85-'86 - Tiziano Lorenzon 5 stagioni: '86-'91 - Mike Bantom 3 stagioni: '86-'89 - George Gervin 1 stagione: '86-'87 - Emiliano Busca 10 stagioni: '87-'90, '92-'99 - Carlo Della Valle 2 stagioni: '87-'89 - José Vargas 1 stagione: '88-'89 - Roberto Premier 5 stagioni: '89-'94 - Brian Shaw 1 stagione: '89-'90 - Danny Ferry 1 stagione: '89-'90 - Donato Avenia 4 stagioni: '90-'92, '94-'96 - Andrea Niccolai 5 stagioni: '90-'94, '00-'01 - Dino Rađa 3 stagioni: '90-'93 - Michael Cooper 1 stagione: '90-'91 - Alessandro Fantozzi 2 stagioni: '91-'93 - Rick Mahorn 2 stagioni: '91-'93 - Sandro Dell'Agnello 2 stagioni: '92-'94 - Shelton Jones 1 stagione: '93-'94 - Jeff Sanders 1 stagione: '94-'95 - Alessandro Tonolli 20 stagioni: '94-'14 - Hugo Sconochini 3 stagioni: '95-'96, '04-'06 - Steve Henson 2 stagioni: '95-'97 - Tod Murphy 1 stagione: '95-'96 - Davide Pessina 3 stagioni: '96-'99 - Davide Ancilotto 1 stagione: '96-'97 - Fabrizio Ambrassa 5 stagioni: '94-'95, '96-'00 - Ed Stokes 1 stagione: '96-'97 - Saša Obradović 2 stagioni: '97-'99 - Bill Edwards 1 stagione: '97-'98 - Mario Boni 2 stagioni: '97-'99 - Walter Magnifico 1 stagione: '97-'98 - Warren Kidd 2 stagioni: '98-'00 - Henry Williams 1 stagione: '99-'00 - Mike Iuzzolino 1 stagione: '99-'00 - Alessandro De Pol 1 stagione: '99-'00 - Jerome Allen 2 stagioni: '00-'02 - Rod Sellers 1 stagione: '00-'01 - Juan Espil 1 stagione: '00-'01 - Carlton Myers 3 stagioni: '01-'04 - Ben Handlogten 1 stagione: '01-'02 - Marko Tušek 4 stagioni: '02-'06 - Davide Bonora 3 stagioni: '02-'05 - Horace Jenkins 1 stagione: '02-'03 - Daniel Santiago 1 stagione: '02-'03 - Anthony Parker 1 stagione: '02-'03 - Luboš Bartoň 2 stagioni: '03-'05 - Keith McLeod 1 stagione: '03-'04 - Cory Alexander 1 stagione: '03-'04 - Vincenzo Esposito 1 stagione: '04 - Tyus Edney 1 stagione: '04-'05 - Tomas Van Den Spiegel 2 stagioni: '04-'06 |  | - Dejan Bodiroga 2 stagioni: '05-'07 - Vlado Ilievski 2 stagioni: '05-'07 - Obinna Ekezie 1 stagione: '05-'06 - Mire Chatman 1 stagione: '06-'07 - Ognjen Aškrabić 1 stagione: '06-'07 - Roberto Chiacig 1 stagione: '06-'07 - Alex Righetti 8 stagioni: '00-'07, '13-'14 - Christian Drejer 1 stagione: '07-'08 - Erik Daniels 1 stagione: '07-'08 - Erazem Lorbek 2 stagioni: '06-'08 - Roko Ukić 1 stagione: '07-'08 - David Hawkins 4 stagioni: '05-'08 - Jón Stefánsson 2 stagioni: '06-'08 - Gregor Fučka 1 stagione: '07-'08 - Allan Ray 2 stagioni: '07-'08 - Roberto Gabini 3 stagioni: '07-'09 - Sani Bečirovič 1 stagione: '08-'09 - Brandon Jennings 1 stagione: '08-'09 - Primož Brezec 1 stagione: '08-'09 - Rodrigo de la Fuente 3 stagioni: '08-'10 - Ibrahim Jaaber 3 stagioni: '08-'10 - Andre Hutson 2 stagioni: '08-'10 - Tadija Dragićević 1 stagione: '09-'10 - Kennedy Winston 1 stagione: '09-'10 - Jacopo Giachetti 7 stagioni: '04-'11 - Angelo Gigli 3 stagioni: '08-'11 - Charles Smith 1 stagione: '10-'11 - Nihad Đedović 2 stagioni: '10-'12 - Gigi Datome 5 stagioni: '08-'13 - Olek Czyż 1 stagione: '12-'13 - Gani Lawal 1 stagione: '12-'13 - Phil Goss 2 stagioni: '12-'14 - Jordan Taylor 2 stagioni: '12-'14 - Bobby Jones 3 stagioni: '12-'15 - Lorenzo D'Ercole 3 stagioni: '12-'15 - Jimmy Baron 1 stagione: '13-'14 - Rok Stipčević 1 stagione: '14-'15 - Melvin Ejim 1 stagione: '14-'15 - Daniele Sandri 3 stagioni: '14-'15, '16-'17, '18-'19 - Alan Voskuil 1 stagione: '15-'16 - Jamal Olasewere 1 stagione: '15-'16 - Craig Callahan 1 stagione: '15-'16 - Giuliano Maresca 3 stagioni: '15-'18 - John Brown 1 stagione: '16-'17 - Anthony Raffa 2 stagioni: '16-'17, '22-'23 - Aristide Landi 3 stagioni: '16-'19 - Massimo Chessa 3 stagioni: '16-'19 - Nic Moore 1 stagione: '18-'19 - Henry Sims Jr. 1 stagione: '18-'19 - Marco Santiangeli 1 stagione: '18-'19 - Andrea Saccaggi 1 stagione: '18-'19 - Amar Alibegović 2 stagioni: '18-'20 - Jerome Dyson 1 stagione: '19-'20 - Davon Jefferson 1 stagione: '19-'20 - William Buford 1 stagione: '19-'20 - Tomáš Kyzlink 1 stagione: '19-'20 - Tommaso Baldasso 5 stagioni: '16-'20 |

## Statistiche
- Stagioni in Serie A: 35
- Partite disputate (regular season + play-off/playout): 1.203
- Partite vinte: 652
- Partite perse: 551
- Percentuale di vittorie: 54,2%

Coppe italiane

- Partite disputate: 90
- Partite vinte: 50
- Partite perse: 37
- Pareggi: 3
- Percentuale di vittorie: 55,5%

Coppe internazionali

- Partite disputate: 238
- Partite vinte: 140
- Partite perse: 97
- Pareggi: 1
- Percentuale di vittorie: 58,8%

- Stagioni disputate: Alessandro Tonolli, 20
- Presenze in campionato: Alessandro Tonolli, 657
- Minuti giocati: Alessandro Tonolli, 11.512
- Punti realizzati: Enrico Gilardi, 3.393
- Punti in una singola partita: Brian Shaw, 49 (1989-1990)
- Rimbalzi totali: Alessandro Tonolli, 2.170
- Valutazione totale: Alessandro Tonolli, 3.722

Record individuali (allenatori)

- Stagioni disputate: Valerio Bianchini e Attilio Caja, 7
- Panchine in campionato: Attilio Caja, 233
- Partite vinte: Attilio Caja, 126
- Percentuale di vittorie: Cesare Pancotto, 65,2%

Record di squadra

- Punti in classifica: 50 (2002-2003)
- Vittorie consecutive: 9 (2006-2007 e 2008-2009)
- Massimo scarto attivo: +66 (2001-2002)
- Massimo scarto passivo: -35 (2000-2001)
- Massimo punteggio realizzato: 130 (1987-1988)
- Minimo punteggio realizzato: 48 (1998-1999)
- Massimo punteggio subito: 121 (2003-2004)
- Minimo punteggio subito: 48 (2001-2002)
- Pubblico: 14.348 spettatori (1982-1983)
- Incasso: 136.845 € (2005-2006)